# Liste des planètes mineures non numérotées découvertes en août 2020
Pour un article plus général, voir Liste des planètes mineures non numérotées découvertes en 2020.
Pour un article plus général, voir Liste des planètes mineures.
Cet article dresse la liste des planètes mineures (astéroïdes, centaures, objets transneptuniens et assimilés) non numérotées découvertes en août 2020 dans l'ordre de leur découverte.
Au 15 janvier 2025, 661 077 des 1 434 993 planètes mineures répertoriées par le Centre des planètes mineures ne sont pas encore numérotées, soit 46,07 %.

## Rappel concernant la désignation provisoire
La désignation provisoire indique l'ordre de découverte de ces objets. En effet, cette désignation est composée de l'année de découverte (par exemple 2020) suivie de la quinzaine (demi-mois) de découverte (p.e. A = 1-15 janvier) puis de l'ordre de découverte dans cette quinzaine. Cet ordre est indiqué par une lettre et éventuellement un chiffre comme suit : A pour la première découverte, B pour la deuxième, ..., Z pour la 25e (le I n'est pas utilisé pour éviter la confusion avec 1), A1 pour la 26e, B1 pour la 27e, etc. , Z1 pour la 50e, A2 pour la 51e, B2 pour la 52e, etc. L'ordre de la numérotation ne suit donc pas l'ordre alphanumérique. 2020 AA1 suit ainsi 2020 AZ et précède 2020 AB1.

## Listes

### Du1erau 15 août 2020
- 2020 PA
- 2020 PC
- 2020 PF
- 2020 PG
- 2020 PH
- 2020 PJ
- 2020 PK
- 2020 PL
- 2020 PM
- 2020 PN
- 2020 PO
- 2020 PP
- 2020 PR
- 2020 PS
- 2020 PT
- 2020 PU
- 2020 PV
- 2020 PW
- 2020 PX
- 2020 PY
- 2020 PZ
- 2020 PA1
- 2020 PB1
- 2020 PC1
- 2020 PD1
- 2020 PE1
- 2020 PF1
- 2020 PG1
- 2020 PJ1
- 2020 PK1
- 2020 PL1
- 2020 PM1
- 2020 PN1
- 2020 PO1
- 2020 PP1
- 2020 PQ1
- 2020 PS1
- 2020 PT1
- 2020 PU1
- 2020 PV1
- 2020 PW1
- 2020 PX1
- 2020 PY1
- 2020 PZ1
- 2020 PA2
- 2020 PB2
- 2020 PC2
- 2020 PD2
- 2020 PE2
- 2020 PF2
- 2020 PG2
- 2020 PH2
- 2020 PJ2
- 2020 PK2
- 2020 PL2
- 2020 PM2
- 2020 PO2
- 2020 PP2
- 2020 PQ2
- 2020 PR2
- 2020 PS2
- 2020 PT2
- 2020 PU2
- 2020 PV2
- 2020 PW2
- 2020 PX2
- 2020 PY2
- 2020 PZ2
- 2020 PA3
- 2020 PB3
- 2020 PC3
- 2020 PD3
- 2020 PE3
- 2020 PF3
- 2020 PG3
- 2020 PH3
- 2020 PJ3
- 2020 PK3
- 2020 PL3
- 2020 PN3
- 2020 PO3
- 2020 PP3
- 2020 PQ3
- 2020 PR3
- 2020 PS3
- 2020 PT3
- 2020 PU3
- 2020 PV3
- 2020 PW3
- 2020 PX3
- 2020 PY3
- 2020 PZ3
- 2020 PA4
- 2020 PB4
- 2020 PC4
- 2020 PD4
- 2020 PE4
- 2020 PF4
- 2020 PG4
- 2020 PH4
- 2020 PJ4
- 2020 PK4
- 2020 PM4
- 2020 PN4
- 2020 PO4
- 2020 PP4
- 2020 PR4
- 2020 PS4
- 2020 PT4
- 2020 PU4
- 2020 PV4
- 2020 PW4
- 2020 PX4
- 2020 PY4
- 2020 PZ4
- 2020 PA5
- 2020 PB5
- 2020 PC5
- 2020 PD5
- 2020 PE5
- 2020 PF5
- 2020 PG5
- 2020 PH5
- 2020 PJ5
- 2020 PK5
- 2020 PL5
- 2020 PM5
- 2020 PN5
- 2020 PO5
- 2020 PP5
- 2020 PQ5
- 2020 PR5
- 2020 PS5
- 2020 PT5
- 2020 PU5
- 2020 PV5
- 2020 PW5
- 2020 PX5
- 2020 PY5
- 2020 PZ5
- 2020 PA6
- 2020 PB6
- 2020 PC6
- 2020 PD6
- 2020 PE6
- 2020 PF6
- 2020 PG6
- 2020 PH6
- 2020 PJ6
- 2020 PK6
- 2020 PL6
- 2020 PM6
- 2020 PN6
- 2020 PO6
- 2020 PQ6
- 2020 PR6
- 2020 PT6
- 2020 PU6
- 2020 PW6
- 2020 PX6
- 2020 PY6
- 2020 PZ6
- 2020 PA7
- 2020 PB7
- 2020 PC7
- 2020 PD7
- 2020 PE7
- 2020 PF7
- 2020 PH7
- 2020 PK7
- 2020 PL7
- 2020 PM7
- 2020 PN7
- 2020 PO7
- 2020 PQ7
- 2020 PR7
- 2020 PT7
- 2020 PV7
- 2020 PY7
- 2020 PB8
- 2020 PC8
- 2020 PD8
- 2020 PH8
- 2020 PJ8
- 2020 PM8
- 2020 PO8
- 2020 PQ8
- 2020 PR8
- 2020 PS8
- 2020 PT8
- 2020 PU8
- 2020 PV8
- 2020 PW8
- 2020 PX8
- 2020 PB9
- 2020 PC9
- 2020 PD9
- 2020 PE9
- 2020 PF9
- 2020 PG9
- 2020 PH9
- 2020 PJ9
- 2020 PK9
- 2020 PL9
- 2020 PM9
- 2020 PN9
- 2020 PP9
- 2020 PQ9
- 2020 PR9
- 2020 PT9
- 2020 PV9
- 2020 PX9
- 2020 PY9
- 2020 PZ9
- 2020 PB10
- 2020 PC10
- 2020 PD10
- 2020 PE10
- 2020 PF10
- 2020 PH10
- 2020 PJ10
- 2020 PL10
- 2020 PM10
- 2020 PN10
- 2020 PO10
- 2020 PP10
- 2020 PQ10
- 2020 PR10
- 2020 PS10
- 2020 PT10
- 2020 PU10
- 2020 PV10
- 2020 PW10
- 2020 PX10
- 2020 PY10
- 2020 PZ10
- 2020 PA11
- 2020 PB11
- 2020 PC11
- 2020 PD11
- 2020 PE11
- 2020 PF11
- 2020 PH11
- 2020 PJ11
- 2020 PK11
- 2020 PL11
- 2020 PN11
- 2020 PO11
- 2020 PP11
- 2020 PR11
- 2020 PT11
- 2020 PU11
- 2020 PV11
- 2020 PW11
- 2020 PY11
- 2020 PZ11
- 2020 PA12
- 2020 PE12
- 2020 PF12
- 2020 PG12
- 2020 PH12
- 2020 PJ12
- 2020 PK12
- 2020 PM12
- 2020 PN12
- 2020 PO12
- 2020 PP12
- 2020 PQ12
- 2020 PR12
- 2020 PS12
- 2020 PT12
- 2020 PU12
- 2020 PV12
- 2020 PW12
- 2020 PX12
- 2020 PA13
- 2020 PB13
- 2020 PC13
- 2020 PD13
- 2020 PE13
- 2020 PF13
- 2020 PH13
- 2020 PJ13
- 2020 PK13
- 2020 PL13
- 2020 PM13
- 2020 PN13
- 2020 PO13
- 2020 PP13
- 2020 PQ13
- 2020 PR13
- 2020 PS13
- 2020 PT13
- 2020 PU13
- 2020 PV13
- 2020 PW13
- 2020 PX13
- 2020 PZ13
- 2020 PA14
- 2020 PB14
- 2020 PC14
- 2020 PD14
- 2020 PE14
- 2020 PF14
- 2020 PG14
- 2020 PH14
- 2020 PJ14
- 2020 PK14
- 2020 PL14
- 2020 PM14
- 2020 PN14
- 2020 PO14
- 2020 PP14
- 2020 PQ14
- 2020 PR14
- 2020 PS14
- 2020 PT14
- 2020 PU14
- 2020 PV14
- 2020 PW14
- 2020 PX14
- 2020 PY14
- 2020 PZ14
- 2020 PA15
- 2020 PB15
- 2020 PC15
- 2020 PD15
- 2020 PE15
- 2020 PF15
- 2020 PG15
- 2020 PH15
- 2020 PJ15
- 2020 PK15
- 2020 PL15
- 2020 PP15
- 2020 PQ15
- 2020 PR15
- 2020 PS15
- 2020 PT15
- 2020 PV15
- 2020 PW15
- 2020 PX15
- 2020 PY15
- 2020 PZ15
- 2020 PA16
- 2020 PB16
- 2020 PC16
- 2020 PD16
- 2020 PE16
- 2020 PF16
- 2020 PG16
- 2020 PH16
- 2020 PJ16
- 2020 PK16
- 2020 PL16
- 2020 PM16
- 2020 PN16
- 2020 PO16
- 2020 PP16
- 2020 PQ16
- 2020 PR16
- 2020 PS16
- 2020 PT16
- 2020 PW16
- 2020 PY16
- 2020 PZ16
- 2020 PA17
- 2020 PB17
- 2020 PC17
- 2020 PD17
- 2020 PE17
- 2020 PF17
- 2020 PG17
- 2020 PH17
- 2020 PK17
- 2020 PL17
- 2020 PM17
- 2020 PN17
- 2020 PO17
- 2020 PP17
- 2020 PQ17
- 2020 PR17
- 2020 PS17
- 2020 PT17
- 2020 PU17
- 2020 PV17
- 2020 PW17
- 2020 PY17
- 2020 PZ17
- 2020 PA18
- 2020 PB18
- 2020 PC18
- 2020 PD18
- 2020 PE18
- 2020 PF18
- 2020 PH18
- 2020 PJ18
- 2020 PK18
- 2020 PL18
- 2020 PM18
- 2020 PN18
- 2020 PO18
- 2020 PP18
- 2020 PQ18
- 2020 PR18
- 2020 PS18
- 2020 PT18
- 2020 PU18
- 2020 PV18
- 2020 PW18
- 2020 PY18
- 2020 PA19
- 2020 PC19
- 2020 PD19
- 2020 PE19
- 2020 PG19
- 2020 PH19
- 2020 PJ19
- 2020 PK19
- 2020 PL19
- 2020 PM19
- 2020 PN19
- 2020 PO19
- 2020 PP19
- 2020 PQ19
- 2020 PS19
- 2020 PT19
- 2020 PW19
- 2020 PX19
- 2020 PY19
- 2020 PA20
- 2020 PC20
- 2020 PD20
- 2020 PF20
- 2020 PG20
- 2020 PH20
- 2020 PJ20
- 2020 PK20
- 2020 PL20
- 2020 PM20
- 2020 PN20
- 2020 PO20
- 2020 PP20
- 2020 PQ20
- 2020 PS20
- 2020 PT20
- 2020 PU20
- 2020 PW20
- 2020 PY20
- 2020 PZ20
- 2020 PA21
- 2020 PC21
- 2020 PF21
- 2020 PG21
- 2020 PH21
- 2020 PJ21
- 2020 PK21
- 2020 PM21
- 2020 PN21
- 2020 PO21
- 2020 PP21
- 2020 PR21
- 2020 PT21
- 2020 PU21
- 2020 PV21
- 2020 PW21
- 2020 PX21
- 2020 PY21
- 2020 PZ21
- 2020 PA22
- 2020 PC22
- 2020 PD22
- 2020 PE22
- 2020 PF22
- 2020 PG22
- 2020 PH22
- 2020 PJ22
- 2020 PK22
- 2020 PL22
- 2020 PM22
- 2020 PN22
- 2020 PO22
- 2020 PP22
- 2020 PQ22
- 2020 PR22
- 2020 PS22
- 2020 PU22
- 2020 PV22
- 2020 PW22
- 2020 PX22
- 2020 PY22
- 2020 PA23
- 2020 PB23
- 2020 PD23
- 2020 PE23
- 2020 PF23
- 2020 PG23
- 2020 PH23
- 2020 PJ23
- 2020 PK23
- 2020 PL23
- 2020 PN23
- 2020 PO23
- 2020 PQ23
- 2020 PR23
- 2020 PS23
- 2020 PT23
- 2020 PU23
- 2020 PV23
- 2020 PW23
- 2020 PY23
- 2020 PZ23
- 2020 PA24
- 2020 PB24
- 2020 PC24
- 2020 PE24
- 2020 PF24
- 2020 PG24
- 2020 PH24
- 2020 PJ24
- 2020 PK24
- 2020 PL24
- 2020 PM24
- 2020 PN24
- 2020 PO24
- 2020 PP24
- 2020 PQ24
- 2020 PR24
- 2020 PS24
- 2020 PT24
- 2020 PU24
- 2020 PV24
- 2020 PW24
- 2020 PX24
- 2020 PZ24
- 2020 PA25
- 2020 PB25
- 2020 PC25
- 2020 PD25
- 2020 PE25
- 2020 PG25
- 2020 PH25
- 2020 PJ25
- 2020 PK25
- 2020 PL25
- 2020 PM25
- 2020 PN25
- 2020 PP25
- 2020 PR25
- 2020 PS25
- 2020 PT25
- 2020 PU25
- 2020 PV25
- 2020 PW25
- 2020 PZ25
- 2020 PA26
- 2020 PC26
- 2020 PE26
- 2020 PF26
- 2020 PG26
- 2020 PH26
- 2020 PJ26
- 2020 PK26
- 2020 PM26
- 2020 PO26
- 2020 PP26
- 2020 PQ26
- 2020 PR26
- 2020 PS26
- 2020 PT26
- 2020 PU26
- 2020 PV26
- 2020 PW26
- 2020 PY26
- 2020 PZ26
- 2020 PA27
- 2020 PB27
- 2020 PC27
- 2020 PD27
- 2020 PE27
- 2020 PF27
- 2020 PG27
- 2020 PH27
- 2020 PJ27
- 2020 PK27
- 2020 PL27
- 2020 PM27
- 2020 PN27
- 2020 PO27
- 2020 PP27
- 2020 PQ27
- 2020 PS27
- 2020 PT27
- 2020 PU27
- 2020 PV27
- 2020 PW27
- 2020 PX27
- 2020 PY27
- 2020 PZ27
- 2020 PA28
- 2020 PB28
- 2020 PC28
- 2020 PD28
- 2020 PE28
- 2020 PH28
- 2020 PL28
- 2020 PM28
- 2020 PN28
- 2020 PO28
- 2020 PP28
- 2020 PQ28
- 2020 PR28
- 2020 PS28
- 2020 PT28
- 2020 PU28
- 2020 PX28
- 2020 PY28
- 2020 PZ28
- 2020 PA29
- 2020 PC29
- 2020 PD29
- 2020 PE29
- 2020 PF29
- 2020 PG29
- 2020 PH29
- 2020 PJ29
- 2020 PK29
- 2020 PM29
- 2020 PN29
- 2020 PO29
- 2020 PP29
- 2020 PQ29
- 2020 PR29
- 2020 PS29
- 2020 PT29
- 2020 PU29
- 2020 PV29
- 2020 PW29
- 2020 PX29
- 2020 PY29
- 2020 PA30
- 2020 PC30
- 2020 PD30
- 2020 PE30
- 2020 PF30
- 2020 PG30
- 2020 PH30
- 2020 PJ30
- 2020 PK30
- 2020 PL30
- 2020 PM30
- 2020 PO30
- 2020 PP30
- 2020 PQ30
- 2020 PR30
- 2020 PS30
- 2020 PT30
- 2020 PU30
- 2020 PW30
- 2020 PX30
- 2020 PY30
- 2020 PZ30
- 2020 PA31
- 2020 PB31
- 2020 PD31
- 2020 PE31
- 2020 PF31
- 2020 PG31
- 2020 PH31
- 2020 PJ31
- 2020 PK31
- 2020 PL31
- 2020 PN31
- 2020 PO31
- 2020 PP31
- 2020 PQ31
- 2020 PS31
- 2020 PT31
- 2020 PU31
- 2020 PV31
- 2020 PW31
- 2020 PX31
- 2020 PY31
- 2020 PZ31
- 2020 PA32
- 2020 PB32
- 2020 PC32
- 2020 PD32
- 2020 PE32
- 2020 PG32
- 2020 PH32
- 2020 PJ32
- 2020 PK32
- 2020 PL32
- 2020 PM32
- 2020 PN32
- 2020 PO32
- 2020 PP32
- 2020 PQ32
- 2020 PR32
- 2020 PS32
- 2020 PT32
- 2020 PU32
- 2020 PV32
- 2020 PW32
- 2020 PX32
- 2020 PY32
- 2020 PZ32
- 2020 PB33
- 2020 PC33
- 2020 PD33
- 2020 PE33
- 2020 PF33
- 2020 PG33
- 2020 PH33
- 2020 PJ33
- 2020 PK33
- 2020 PL33
- 2020 PM33
- 2020 PN33
- 2020 PO33
- 2020 PP33
- 2020 PQ33
- 2020 PR33
- 2020 PS33
- 2020 PT33
- 2020 PU33
- 2020 PV33
- 2020 PX33
- 2020 PY33
- 2020 PZ33
- 2020 PA34
- 2020 PB34
- 2020 PC34
- 2020 PD34
- 2020 PE34
- 2020 PF34
- 2020 PG34
- 2020 PH34
- 2020 PJ34
- 2020 PK34
- 2020 PL34
- 2020 PM34
- 2020 PN34
- 2020 PO34
- 2020 PP34
- 2020 PQ34
- 2020 PR34
- 2020 PS34
- 2020 PT34
- 2020 PU34
- 2020 PV34
- 2020 PW34
- 2020 PX34
- 2020 PY34
- 2020 PZ34
- 2020 PA35
- 2020 PB35
- 2020 PC35
- 2020 PD35
- 2020 PE35
- 2020 PF35
- 2020 PG35
- 2020 PH35
- 2020 PJ35
- 2020 PK35
- 2020 PL35
- 2020 PM35
- 2020 PN35
- 2020 PO35
- 2020 PP35
- 2020 PQ35
- 2020 PR35
- 2020 PS35
- 2020 PT35
- 2020 PU35
- 2020 PV35
- 2020 PW35
- 2020 PX35
- 2020 PY35
- 2020 PZ35
- 2020 PA36
- 2020 PB36
- 2020 PC36
- 2020 PD36
- 2020 PE36
- 2020 PF36
- 2020 PG36
- 2020 PH36
- 2020 PK36
- 2020 PL36
- 2020 PM36
- 2020 PN36
- 2020 PO36
- 2020 PP36
- 2020 PQ36
- 2020 PR36
- 2020 PS36
- 2020 PT36
- 2020 PU36
- 2020 PW36
- 2020 PX36
- 2020 PY36
- 2020 PZ36
- 2020 PA37
- 2020 PB37
- 2020 PC37
- 2020 PD37
- 2020 PE37
- 2020 PF37
- 2020 PG37
- 2020 PJ37
- 2020 PL37
- 2020 PM37
- 2020 PN37
- 2020 PP37
- 2020 PQ37
- 2020 PR37
- 2020 PS37
- 2020 PT37
- 2020 PU37
- 2020 PW37
- 2020 PX37
- 2020 PY37
- 2020 PZ37
- 2020 PA38
- 2020 PB38
- 2020 PC38
- 2020 PE38
- 2020 PF38
- 2020 PH38
- 2020 PJ38
- 2020 PK38
- 2020 PL38
- 2020 PM38
- 2020 PN38
- 2020 PO38
- 2020 PP38
- 2020 PQ38
- 2020 PR38
- 2020 PS38
- 2020 PT38
- 2020 PV38
- 2020 PW38
- 2020 PX38
- 2020 PY38
- 2020 PZ38
- 2020 PA39
- 2020 PB39
- 2020 PC39
- 2020 PD39
- 2020 PE39
- 2020 PF39
- 2020 PJ39
- 2020 PM39
- 2020 PN39
- 2020 PO39
- 2020 PR39
- 2020 PS39
- 2020 PT39
- 2020 PU39
- 2020 PV39
- 2020 PW39
- 2020 PY39
- 2020 PZ39
- 2020 PA40
- 2020 PB40
- 2020 PC40
- 2020 PE40
- 2020 PF40
- 2020 PG40
- 2020 PH40
- 2020 PJ40
- 2020 PK40
- 2020 PL40
- 2020 PM40
- 2020 PO40
- 2020 PP40
- 2020 PQ40
- 2020 PR40
- 2020 PT40
- 2020 PU40
- 2020 PV40
- 2020 PW40
- 2020 PX40
- 2020 PY40
- 2020 PZ40
- 2020 PA41
- 2020 PB41
- 2020 PC41
- 2020 PD41
- 2020 PE41
- 2020 PF41
- 2020 PH41
- 2020 PJ41
- 2020 PK41
- 2020 PL41
- 2020 PM41
- 2020 PN41
- 2020 PO41
- 2020 PP41
- 2020 PQ41
- 2020 PR41
- 2020 PS41
- 2020 PT41
- 2020 PU41
- 2020 PV41
- 2020 PW41
- 2020 PX41
- 2020 PY41
- 2020 PZ41
- 2020 PA42
- 2020 PB42
- 2020 PC42
- 2020 PD42
- 2020 PE42
- 2020 PG42
- 2020 PH42
- 2020 PJ42
- 2020 PK42
- 2020 PL42
- 2020 PM42
- 2020 PN42
- 2020 PO42
- 2020 PP42
- 2020 PQ42
- 2020 PR42
- 2020 PS42
- 2020 PT42
- 2020 PU42
- 2020 PV42
- 2020 PW42
- 2020 PX42
- 2020 PY42
- 2020 PZ42
- 2020 PA43
- 2020 PB43
- 2020 PC43
- 2020 PD43
- 2020 PE43
- 2020 PF43
- 2020 PG43
- 2020 PH43
- 2020 PJ43
- 2020 PK43
- 2020 PL43
- 2020 PM43
- 2020 PN43
- 2020 PO43
- 2020 PP43
- 2020 PQ43
- 2020 PR43
- 2020 PS43
- 2020 PT43
- 2020 PU43
- 2020 PV43
- 2020 PW43
- 2020 PX43
- 2020 PY43
- 2020 PZ43
- 2020 PA44
- 2020 PB44
- 2020 PD44
- 2020 PF44
- 2020 PG44
- 2020 PH44
- 2020 PJ44
- 2020 PK44
- 2020 PL44
- 2020 PM44
- 2020 PN44
- 2020 PO44
- 2020 PP44
- 2020 PQ44
- 2020 PR44
- 2020 PS44
- 2020 PT44
- 2020 PU44
- 2020 PW44
- 2020 PX44
- 2020 PY44
- 2020 PZ44
- 2020 PA45
- 2020 PB45
- 2020 PC45
- 2020 PD45
- 2020 PF45
- 2020 PG45
- 2020 PH45
- 2020 PJ45
- 2020 PK45
- 2020 PL45
- 2020 PM45
- 2020 PN45
- 2020 PO45
- 2020 PP45
- 2020 PQ45
- 2020 PR45
- 2020 PS45
- 2020 PT45
- 2020 PU45
- 2020 PV45
- 2020 PW45
- 2020 PX45
- 2020 PY45
- 2020 PZ45
- 2020 PA46
- 2020 PB46
- 2020 PC46
- 2020 PD46
- 2020 PF46
- 2020 PG46
- 2020 PH46
- 2020 PJ46
- 2020 PK46
- 2020 PL46
- 2020 PM46
- 2020 PN46
- 2020 PO46
- 2020 PP46
- 2020 PQ46
- 2020 PR46
- 2020 PS46
- 2020 PT46
- 2020 PU46
- 2020 PV46
- 2020 PW46
- 2020 PX46
- 2020 PY46
- 2020 PZ46
- 2020 PA47
- 2020 PB47
- 2020 PC47
- 2020 PD47
- 2020 PF47
- 2020 PG47
- 2020 PH47
- 2020 PJ47
- 2020 PK47
- 2020 PL47
- 2020 PM47
- 2020 PN47
- 2020 PO47
- 2020 PP47
- 2020 PQ47
- 2020 PR47
- 2020 PS47
- 2020 PT47
- 2020 PU47
- 2020 PV47
- 2020 PW47
- 2020 PX47
- 2020 PY47
- 2020 PZ47
- 2020 PA48
- 2020 PB48
- 2020 PC48
- 2020 PD48
- 2020 PE48
- 2020 PF48
- 2020 PG48
- 2020 PH48
- 2020 PJ48
- 2020 PK48
- 2020 PL48
- 2020 PM48
- 2020 PN48
- 2020 PO48
- 2020 PP48
- 2020 PQ48
- 2020 PT48
- 2020 PU48
- 2020 PV48
- 2020 PW48
- 2020 PX48
- 2020 PY48
- 2020 PZ48
- 2020 PB49
- 2020 PC49
- 2020 PD49
- 2020 PE49
- 2020 PF49
- 2020 PG49
- 2020 PH49
- 2020 PJ49
- 2020 PK49
- 2020 PL49
- 2020 PN49
- 2020 PO49
- 2020 PQ49
- 2020 PS49
- 2020 PT49
- 2020 PU49
- 2020 PW49
- 2020 PX49
- 2020 PY49
- 2020 PZ49
- 2020 PA50
- 2020 PC50
- 2020 PD50
- 2020 PE50
- 2020 PH50
- 2020 PJ50
- 2020 PK50
- 2020 PL50
- 2020 PM50
- 2020 PN50
- 2020 PO50
- 2020 PP50
- 2020 PQ50
- 2020 PR50
- 2020 PS50
- 2020 PT50
- 2020 PU50
- 2020 PV50
- 2020 PW50
- 2020 PX50
- 2020 PY50
- 2020 PZ50
- 2020 PA51
- 2020 PB51
- 2020 PC51
- 2020 PD51
- 2020 PE51
- 2020 PF51
- 2020 PG51
- 2020 PH51
- 2020 PJ51
- 2020 PK51
- 2020 PL51
- 2020 PO51
- 2020 PR51
- 2020 PT51
- 2020 PU51
- 2020 PV51
- 2020 PW51
- 2020 PY51
- 2020 PA52
- 2020 PB52
- 2020 PC52
- 2020 PD52
- 2020 PE52
- 2020 PF52
- 2020 PG52
- 2020 PH52
- 2020 PJ52
- 2020 PN52
- 2020 PO52
- 2020 PP52
- 2020 PQ52
- 2020 PR52
- 2020 PS52
- 2020 PT52
- 2020 PU52
- 2020 PV52
- 2020 PW52
- 2020 PX52
- 2020 PY52
- 2020 PZ52
- 2020 PA53
- 2020 PC53
- 2020 PD53
- 2020 PE53
- 2020 PF53
- 2020 PG53
- 2020 PH53
- 2020 PJ53
- 2020 PK53
- 2020 PM53
- 2020 PO53
- 2020 PP53
- 2020 PQ53
- 2020 PR53
- 2020 PS53
- 2020 PT53
- 2020 PV53
- 2020 PW53
- 2020 PY53
- 2020 PZ53
- 2020 PB54
- 2020 PC54
- 2020 PD54
- 2020 PE54
- 2020 PF54
- 2020 PG54
- 2020 PH54
- 2020 PJ54
- 2020 PK54
- 2020 PL54
- 2020 PN54
- 2020 PP54
- 2020 PQ54
- 2020 PR54
- 2020 PS54
- 2020 PT54
- 2020 PU54
- 2020 PW54
- 2020 PX54
- 2020 PY54
- 2020 PZ54
- 2020 PA55
- 2020 PC55
- 2020 PD55
- 2020 PE55
- 2020 PF55
- 2020 PG55
- 2020 PH55
- 2020 PJ55
- 2020 PN55
- 2020 PO55
- 2020 PQ55
- 2020 PR55
- 2020 PS55
- 2020 PT55
- 2020 PV55
- 2020 PW55
- 2020 PY55
- 2020 PZ55
- 2020 PA56
- 2020 PB56
- 2020 PD56
- 2020 PE56
- 2020 PF56
- 2020 PG56
- 2020 PH56
- 2020 PJ56
- 2020 PK56
- 2020 PL56
- 2020 PM56
- 2020 PO56
- 2020 PP56
- 2020 PQ56
- 2020 PR56
- 2020 PS56
- 2020 PT56
- 2020 PU56
- 2020 PV56
- 2020 PW56
- 2020 PX56
- 2020 PY56
- 2020 PZ56
- 2020 PA57
- 2020 PB57
- 2020 PC57
- 2020 PD57
- 2020 PE57
- 2020 PF57
- 2020 PG57
- 2020 PH57
- 2020 PJ57
- 2020 PK57
- 2020 PL57
- 2020 PM57
- 2020 PN57
- 2020 PO57
- 2020 PP57
- 2020 PQ57
- 2020 PR57
- 2020 PS57
- 2020 PT57
- 2020 PU57
- 2020 PV57
- 2020 PW57
- 2020 PX57
- 2020 PY57
- 2020 PZ57
- 2020 PA58
- 2020 PB58
- 2020 PC58
- 2020 PD58
- 2020 PE58
- 2020 PF58
- 2020 PG58
- 2020 PH58
- 2020 PJ58
- 2020 PK58
- 2020 PL58
- 2020 PM58
- 2020 PN58
- 2020 PO58
- 2020 PP58
- 2020 PQ58
- 2020 PR58
- 2020 PS58
- 2020 PT58
- 2020 PU58
- 2020 PW58
- 2020 PX58
- 2020 PY58
- 2020 PZ58
- 2020 PA59
- 2020 PB59
- 2020 PC59
- 2020 PD59
- 2020 PE59
- 2020 PF59
- 2020 PG59
- 2020 PH59
- 2020 PJ59
- 2020 PK59
- 2020 PL59
- 2020 PM59
- 2020 PN59
- 2020 PO59
- 2020 PP59
- 2020 PQ59
- 2020 PR59
- 2020 PT59
- 2020 PU59
- 2020 PV59
- 2020 PW59
- 2020 PX59
- 2020 PY59
- 2020 PZ59
- 2020 PA60
- 2020 PB60
- 2020 PC60
- 2020 PD60
- 2020 PE60
- 2020 PF60
- 2020 PG60
- 2020 PH60
- 2020 PJ60
- 2020 PK60
- 2020 PL60
- 2020 PM60
- 2020 PN60
- 2020 PP60
- 2020 PQ60
- 2020 PR60
- 2020 PS60
- 2020 PT60
- 2020 PU60
- 2020 PV60
- 2020 PW60
- 2020 PX60
- 2020 PY60
- 2020 PZ60
- 2020 PA61
- 2020 PB61
- 2020 PC61
- 2020 PD61
- 2020 PE61
- 2020 PF61
- 2020 PG61
- 2020 PH61
- 2020 PJ61
- 2020 PK61
- 2020 PM61
- 2020 PN61
- 2020 PO61
- 2020 PP61
- 2020 PQ61
- 2020 PR61
- 2020 PS61
- 2020 PT61
- 2020 PV61
- 2020 PW61
- 2020 PX61
- 2020 PY61
- 2020 PZ61
- 2020 PA62
- 2020 PB62
- 2020 PC62
- 2020 PD62
- 2020 PE62
- 2020 PF62
- 2020 PG62
- 2020 PH62
- 2020 PJ62
- 2020 PK62
- 2020 PL62
- 2020 PM62
- 2020 PO62
- 2020 PP62
- 2020 PQ62
- 2020 PR62
- 2020 PS62
- 2020 PT62
- 2020 PU62
- 2020 PV62
- 2020 PW62
- 2020 PY62
- 2020 PZ62
- 2020 PA63
- 2020 PB63
- 2020 PC63
- 2020 PD63
- 2020 PE63
- 2020 PF63
- 2020 PG63
- 2020 PJ63
- 2020 PL63
- 2020 PM63
- 2020 PN63
- 2020 PO63
- 2020 PP63
- 2020 PQ63
- 2020 PR63
- 2020 PS63
- 2020 PT63
- 2020 PU63
- 2020 PV63
- 2020 PW63
- 2020 PX63
- 2020 PZ63
- 2020 PA64
- 2020 PC64
- 2020 PD64
- 2020 PE64
- 2020 PF64
- 2020 PG64
- 2020 PJ64
- 2020 PK64
- 2020 PL64
- 2020 PM64
- 2020 PN64
- 2020 PO64
- 2020 PP64
- 2020 PQ64
- 2020 PS64
- 2020 PT64
- 2020 PV64
- 2020 PW64
- 2020 PX64
- 2020 PZ64
- 2020 PA65
- 2020 PB65
- 2020 PD65
- 2020 PE65
- 2020 PF65
- 2020 PG65
- 2020 PH65
- 2020 PJ65
- 2020 PK65
- 2020 PM65
- 2020 PN65
- 2020 PO65
- 2020 PP65
- 2020 PQ65
- 2020 PS65
- 2020 PU65
- 2020 PV65
- 2020 PW65
- 2020 PX65
- 2020 PY65
- 2020 PZ65
- 2020 PA66
- 2020 PB66
- 2020 PC66
- 2020 PD66
- 2020 PE66
- 2020 PF66
- 2020 PG66
- 2020 PH66
- 2020 PJ66
- 2020 PK66
- 2020 PL66
- 2020 PM66
- 2020 PO66
- 2020 PP66
- 2020 PQ66
- 2020 PR66
- 2020 PT66
- 2020 PU66
- 2020 PV66
- 2020 PW66
- 2020 PX66
- 2020 PY66
- 2020 PZ66
- 2020 PA67
- 2020 PB67
- 2020 PC67
- 2020 PD67
- 2020 PE67
- 2020 PF67
- 2020 PG67
- 2020 PH67
- 2020 PJ67
- 2020 PK67
- 2020 PL67
- 2020 PM67
- 2020 PN67
- 2020 PO67
- 2020 PP67
- 2020 PQ67
- 2020 PR67
- 2020 PS67
- 2020 PT67
- 2020 PU67
- 2020 PV67
- 2020 PW67
- 2020 PX67
- 2020 PY67
- 2020 PZ67
- 2020 PA68
- 2020 PB68
- 2020 PC68
- 2020 PD68
- 2020 PE68
- 2020 PF68
- 2020 PG68
- 2020 PH68
- 2020 PJ68
- 2020 PK68
- 2020 PL68
- 2020 PM68
- 2020 PN68
- 2020 PO68
- 2020 PP68
- 2020 PQ68
- 2020 PR68
- 2020 PS68
- 2020 PT68
- 2020 PU68
- 2020 PV68
- 2020 PW68
- 2020 PX68
- 2020 PY68
- 2020 PZ68
- 2020 PA69
- 2020 PC69
- 2020 PD69
- 2020 PF69
- 2020 PG69
- 2020 PH69
- 2020 PJ69
- 2020 PK69
- 2020 PL69
- 2020 PM69
- 2020 PO69
- 2020 PP69
- 2020 PQ69
- 2020 PR69
- 2020 PS69
- 2020 PT69
- 2020 PU69
- 2020 PV69
- 2020 PW69
- 2020 PX69
- 2020 PY69
- 2020 PZ69
- 2020 PA70
- 2020 PB70
- 2020 PC70
- 2020 PD70
- 2020 PF70
- 2020 PG70
- 2020 PH70
- 2020 PK70
- 2020 PL70
- 2020 PM70
- 2020 PN70
- 2020 PO70
- 2020 PP70
- 2020 PQ70
- 2020 PR70
- 2020 PS70
- 2020 PT70
- 2020 PU70
- 2020 PV70
- 2020 PW70
- 2020 PX70
- 2020 PY70
- 2020 PZ70
- 2020 PA71
- 2020 PB71
- 2020 PC71
- 2020 PD71
- 2020 PE71
- 2020 PF71
- 2020 PG71
- 2020 PH71
- 2020 PJ71
- 2020 PK71
- 2020 PL71
- 2020 PM71
- 2020 PN71
- 2020 PO71
- 2020 PP71
- 2020 PQ71
- 2020 PR71
- 2020 PS71
- 2020 PU71
- 2020 PV71
- 2020 PW71
- 2020 PX71
- 2020 PY71
- 2020 PZ71
- 2020 PA72
- 2020 PB72
- 2020 PC72
- 2020 PD72
- 2020 PE72
- 2020 PF72
- 2020 PG72
- 2020 PH72
- 2020 PJ72
- 2020 PK72
- 2020 PL72
- 2020 PM72
- 2020 PN72
- 2020 PO72
- 2020 PP72
- 2020 PQ72
- 2020 PR72
- 2020 PS72
- 2020 PT72
- 2020 PU72
- 2020 PV72
- 2020 PW72
- 2020 PX72
- 2020 PY72
- 2020 PZ72
- 2020 PB73
- 2020 PC73
- 2020 PD73
- 2020 PE73
- 2020 PF73
- 2020 PG73
- 2020 PJ73
- 2020 PK73
- 2020 PL73
- 2020 PM73
- 2020 PN73
- 2020 PP73
- 2020 PQ73
- 2020 PR73
- 2020 PU73
- 2020 PX73
- 2020 PY73
- 2020 PZ73
- 2020 PA74
- 2020 PB74
- 2020 PC74
- 2020 PE74
- 2020 PG74
- 2020 PH74
- 2020 PJ74
- 2020 PL74
- 2020 PM74
- 2020 PN74
- 2020 PO74
- 2020 PP74
- 2020 PR74
- 2020 PS74
- 2020 PT74
- 2020 PU74
- 2020 PW74
- 2020 PZ74
- 2020 PA75
- 2020 PB75
- 2020 PC75
- 2020 PD75
- 2020 PE75
- 2020 PF75
- 2020 PG75
- 2020 PJ75
- 2020 PL75
- 2020 PN75
- 2020 PO75
- 2020 PP75
- 2020 PQ75
- 2020 PR75
- 2020 PT75
- 2020 PW75
- 2020 PX75
- 2020 PY75
- 2020 PA76
- 2020 PB76
- 2020 PC76
- 2020 PD76
- 2020 PG76
- 2020 PJ76
- 2020 PK76
- 2020 PL76
- 2020 PO76
- 2020 PP76
- 2020 PQ76
- 2020 PS76
- 2020 PT76
- 2020 PU76
- 2020 PV76
- 2020 PW76
- 2020 PX76
- 2020 PY76
- 2020 PZ76
- 2020 PA77
- 2020 PB77
- 2020 PD77
- 2020 PE77
- 2020 PF77
- 2020 PH77
- 2020 PJ77
- 2020 PK77
- 2020 PM77
- 2020 PN77
- 2020 PO77
- 2020 PP77
- 2020 PQ77
- 2020 PR77
- 2020 PS77
- 2020 PT77
- 2020 PU77
- 2020 PV77
- 2020 PW77
- 2020 PX77
- 2020 PY77
- 2020 PZ77
- 2020 PA78
- 2020 PB78
- 2020 PC78
- 2020 PD78
- 2020 PE78
- 2020 PF78
- 2020 PG78
- 2020 PH78
- 2020 PJ78
- 2020 PK78
- 2020 PL78
- 2020 PM78
- 2020 PN78
- 2020 PO78
- 2020 PP78
- 2020 PQ78
- 2020 PR78
- 2020 PS78
- 2020 PT78
- 2020 PU78
- 2020 PV78
- 2020 PW78
- 2020 PX78
- 2020 PY78
- 2020 PZ78
- 2020 PA79
- 2020 PB79
- 2020 PC79
- 2020 PD79
- 2020 PE79
- 2020 PF79
- 2020 PG79
- 2020 PH79
- 2020 PJ79
- 2020 PK79
- 2020 PL79
- 2020 PM79
- 2020 PN79
- 2020 PO79
- 2020 PP79
- 2020 PQ79
- 2020 PR79
- 2020 PS79
- 2020 PU79
- 2020 PV79
- 2020 PW79
- 2020 PX79
- 2020 PY79
- 2020 PZ79
- 2020 PA80
- 2020 PB80
- 2020 PC80
- 2020 PD80
- 2020 PE80
- 2020 PF80
- 2020 PG80
- 2020 PH80
- 2020 PJ80
- 2020 PK80
- 2020 PL80
- 2020 PM80
- 2020 PN80
- 2020 PO80
- 2020 PP80
- 2020 PQ80
- 2020 PS80
- 2020 PT80
- 2020 PU80
- 2020 PW80
- 2020 PX80
- 2020 PY80
- 2020 PZ80
- 2020 PA81
- 2020 PB81
- 2020 PC81
- 2020 PE81
- 2020 PF81
- 2020 PG81
- 2020 PH81
- 2020 PJ81
- 2020 PL81
- 2020 PM81
- 2020 PN81
- 2020 PO81
- 2020 PP81
- 2020 PQ81
- 2020 PR81
- 2020 PS81
- 2020 PT81
- 2020 PU81
- 2020 PV81
- 2020 PW81
- 2020 PX81
- 2020 PY81
- 2020 PZ81
- 2020 PB82
- 2020 PC82
- 2020 PD82
- 2020 PE82
- 2020 PF82
- 2020 PG82
- 2020 PH82
- 2020 PJ82
- 2020 PK82
- 2020 PL82
- 2020 PM82
- 2020 PN82
- 2020 PO82
- 2020 PP82
- 2020 PQ82
- 2020 PR82
- 2020 PS82
- 2020 PT82
- 2020 PU82
- 2020 PV82
- 2020 PW82
- 2020 PX82
- 2020 PY82
- 2020 PZ82
- 2020 PA83
- 2020 PB83
- 2020 PC83
- 2020 PE83
- 2020 PF83
- 2020 PG83
- 2020 PH83
- 2020 PJ83
- 2020 PK83
- 2020 PL83
- 2020 PM83
- 2020 PN83
- 2020 PO83
- 2020 PQ83
- 2020 PR83
- 2020 PS83
- 2020 PT83
- 2020 PU83
- 2020 PV83
- 2020 PW83
- 2020 PX83
- 2020 PY83
- 2020 PZ83
- 2020 PA84
- 2020 PB84
- 2020 PC84
- 2020 PD84
- 2020 PE84
- 2020 PF84
- 2020 PG84
- 2020 PJ84
- 2020 PK84
- 2020 PL84
- 2020 PM84
- 2020 PN84
- 2020 PO84
- 2020 PP84
- 2020 PQ84
- 2020 PR84
- 2020 PS84
- 2020 PT84
- 2020 PU84
- 2020 PV84
- 2020 PW84
- 2020 PX84
- 2020 PY84
- 2020 PZ84
- 2020 PA85
- 2020 PB85
- 2020 PC85
- 2020 PD85
- 2020 PE85
- 2020 PF85
- 2020 PG85
- 2020 PH85
- 2020 PJ85
- 2020 PK85
- 2020 PL85
- 2020 PM85
- 2020 PN85
- 2020 PO85
- 2020 PP85
- 2020 PQ85
- 2020 PR85
- 2020 PS85
- 2020 PT85
- 2020 PU85
- 2020 PV85
- 2020 PW85
- 2020 PX85
- 2020 PY85
- 2020 PZ85
- 2020 PA86
- 2020 PB86
- 2020 PC86
- 2020 PD86
- 2020 PE86
- 2020 PF86
- 2020 PG86
- 2020 PH86
- 2020 PJ86
- 2020 PK86
- 2020 PL86
- 2020 PM86
- 2020 PN86
- 2020 PP86
- 2020 PQ86
- 2020 PR86
- 2020 PS86
- 2020 PU86
- 2020 PV86
- 2020 PW86
- 2020 PX86
- 2020 PY86
- 2020 PZ86
- 2020 PA87
- 2020 PB87
- 2020 PC87
- 2020 PD87
- 2020 PE87
- 2020 PF87
- 2020 PG87
- 2020 PH87
- 2020 PJ87
- 2020 PK87
- 2020 PL87
- 2020 PN87
- 2020 PO87
- 2020 PP87
- 2020 PQ87
- 2020 PR87
- 2020 PS87
- 2020 PU87
- 2020 PV87
- 2020 PX87
- 2020 PY87
- 2020 PZ87
- 2020 PA88
- 2020 PB88
- 2020 PC88
- 2020 PD88
- 2020 PE88
- 2020 PF88
- 2020 PG88
- 2020 PH88
- 2020 PJ88
- 2020 PK88
- 2020 PL88
- 2020 PM88
- 2020 PN88
- 2020 PO88
- 2020 PP88
- 2020 PQ88
- 2020 PR88
- 2020 PS88
- 2020 PT88
- 2020 PU88
- 2020 PV88
- 2020 PW88
- 2020 PX88
- 2020 PY88
- 2020 PZ88
- 2020 PA89
- 2020 PC89
- 2020 PD89
- 2020 PE89
- 2020 PF89
- 2020 PG89
- 2020 PH89
- 2020 PJ89
- 2020 PK89
- 2020 PL89
- 2020 PM89
- 2020 PN89
- 2020 PO89
- 2020 PP89
- 2020 PQ89
- 2020 PR89
- 2020 PS89
- 2020 PT89
- 2020 PU89
- 2020 PV89
- 2020 PW89
- 2020 PX89
- 2020 PY89
- 2020 PZ89
- 2020 PA90
- 2020 PB90
- 2020 PC90
- 2020 PD90
- 2020 PE90
- 2020 PF90
- 2020 PH90
- 2020 PK90
- 2020 PL90
- 2020 PM90
- 2020 PN90
- 2020 PO90
- 2020 PP90
- 2020 PQ90
- 2020 PR90
- 2020 PT90
- 2020 PU90
- 2020 PV90
- 2020 PW90
- 2020 PY90
- 2020 PZ90
- 2020 PA91
- 2020 PB91
- 2020 PC91
- 2020 PD91
- 2020 PE91
- 2020 PF91
- 2020 PG91
- 2020 PH91
- 2020 PJ91
- 2020 PK91
- 2020 PM91
- 2020 PN91
- 2020 PO91
- 2020 PP91
- 2020 PR91
- 2020 PS91
- 2020 PT91
- 2020 PU91
- 2020 PV91
- 2020 PX91
- 2020 PY91
- 2020 PZ91
- 2020 PA92
- 2020 PB92
- 2020 PC92
- 2020 PD92
- 2020 PE92
- 2020 PF92
- 2020 PG92
- 2020 PH92
- 2020 PJ92
- 2020 PK92
- 2020 PL92
- 2020 PM92
- 2020 PN92
- 2020 PO92
- 2020 PP92
- 2020 PR92
- 2020 PS92
- 2020 PT92
- 2020 PU92
- 2020 PV92
- 2020 PW92
- 2020 PX92
- 2020 PY92
- 2020 PZ92
- 2020 PA93
- 2020 PB93
- 2020 PC93
- 2020 PD93
- 2020 PE93
- 2020 PF93
- 2020 PG93
- 2020 PH93
- 2020 PJ93
- 2020 PK93
- 2020 PL93
- 2020 PM93
- 2020 PN93
- 2020 PO93
- 2020 PP93
- 2020 PQ93
- 2020 PR93
- 2020 PT93
- 2020 PU93
- 2020 PV93
- 2020 PW93
- 2020 PY93
- 2020 PZ93
- 2020 PA94
- 2020 PB94
- 2020 PC94
- 2020 PD94
- 2020 PE94
- 2020 PF94
- 2020 PG94
- 2020 PH94
- 2020 PK94
- 2020 PL94
- 2020 PM94
- 2020 PN94
- 2020 PO94
- 2020 PP94
- 2020 PQ94
- 2020 PR94
- 2020 PS94
- 2020 PT94
- 2020 PU94
- 2020 PV94
- 2020 PW94
- 2020 PX94
- 2020 PY94
- 2020 PZ94
- 2020 PA95
- 2020 PB95
- 2020 PC95
- 2020 PD95
- 2020 PE95
- 2020 PF95
- 2020 PG95
- 2020 PH95
- 2020 PJ95
- 2020 PK95
- 2020 PL95
- 2020 PM95
- 2020 PN95
- 2020 PO95
- 2020 PP95
- 2020 PQ95
- 2020 PR95
- 2020 PS95
- 2020 PT95
- 2020 PU95
- 2020 PV95
- 2020 PW95
- 2020 PX95
- 2020 PY95
- 2020 PZ95
- 2020 PA96
- 2020 PB96
- 2020 PC96
- 2020 PD96
- 2020 PE96
- 2020 PF96
- 2020 PG96
- 2020 PH96
- 2020 PJ96
- 2020 PK96
- 2020 PL96
- 2020 PM96
- 2020 PN96
- 2020 PO96
- 2020 PP96
- 2020 PQ96
- 2020 PR96
- 2020 PS96
- 2020 PT96
- 2020 PU96
- 2020 PV96
- 2020 PW96
- 2020 PX96
- 2020 PY96
- 2020 PZ96
- 2020 PB97
- 2020 PC97
- 2020 PD97
- 2020 PE97
- 2020 PF97
- 2020 PG97
- 2020 PH97
- 2020 PJ97
- 2020 PK97
- 2020 PL97
- 2020 PN97
- 2020 PO97
- 2020 PP97
- 2020 PQ97
- 2020 PR97
- 2020 PS97
- 2020 PT97
- 2020 PU97
- 2020 PV97
- 2020 PW97
- 2020 PX97
- 2020 PY97
- 2020 PZ97
- 2020 PA98
- 2020 PB98
- 2020 PC98
- 2020 PD98
- 2020 PE98
- 2020 PF98
- 2020 PG98
- 2020 PH98
- 2020 PJ98
- 2020 PK98
- 2020 PL98
- 2020 PM98
- 2020 PN98
- 2020 PO98
- 2020 PP98
- 2020 PQ98
- 2020 PR98
- 2020 PS98
- 2020 PT98
- 2020 PU98
- 2020 PV98
- 2020 PW98
- 2020 PX98
- 2020 PY98
- 2020 PZ98
- 2020 PA99
- 2020 PB99
- 2020 PC99
- 2020 PD99
- 2020 PE99
- 2020 PF99
- 2020 PG99
- 2020 PH99
- 2020 PJ99
- 2020 PK99
- 2020 PL99
- 2020 PM99
- 2020 PN99
- 2020 PO99
- 2020 PP99
- 2020 PQ99
- 2020 PR99
- 2020 PS99
- 2020 PT99
- 2020 PU99
- 2020 PV99
- 2020 PW99
- 2020 PX99
- 2020 PY99
- 2020 PZ99
- 2020 PA100
- 2020 PB100
- 2020 PC100
- 2020 PD100
- 2020 PE100
- 2020 PF100
- 2020 PG100
- 2020 PH100
- 2020 PJ100
- 2020 PK100
- 2020 PL100
- 2020 PM100
- 2020 PN100
- 2020 PO100
- 2020 PP100
- 2020 PQ100
- 2020 PR100
- 2020 PS100
- 2020 PT100
- 2020 PU100
- 2020 PV100
- 2020 PW100
- 2020 PX100
- 2020 PY100
- 2020 PZ100
- 2020 PA101
- 2020 PB101
- 2020 PC101
- 2020 PD101
- 2020 PE101
- 2020 PF101
- 2020 PG101
- 2020 PH101
- 2020 PJ101
- 2020 PK101
- 2020 PL101
- 2020 PM101
- 2020 PN101
- 2020 PO101
- 2020 PP101
- 2020 PQ101
- 2020 PR101
- 2020 PS101
- 2020 PT101
- 2020 PU101
- 2020 PV101
- 2020 PW101
- 2020 PX101
- 2020 PY101
- 2020 PZ101
- 2020 PA102
- 2020 PC102
- 2020 PD102
- 2020 PE102
- 2020 PF102
- 2020 PG102
- 2020 PH102
- 2020 PJ102
- 2020 PK102
- 2020 PL102
- 2020 PM102
- 2020 PN102
- 2020 PO102
- 2020 PP102
- 2020 PQ102
- 2020 PR102
- 2020 PS102
- 2020 PT102
- 2020 PU102
- 2020 PV102
- 2020 PW102
- 2020 PX102
- 2020 PY102
- 2020 PZ102
- 2020 PA103
- 2020 PB103
- 2020 PC103
- 2020 PD103
- 2020 PE103
- 2020 PF103
- 2020 PG103
- 2020 PH103
- 2020 PJ103
- 2020 PK103
- 2020 PL103
- 2020 PM103
- 2020 PN103
- 2020 PO103
- 2020 PP103
- 2020 PQ103
- 2020 PR103
- 2020 PS103
- 2020 PT103
- 2020 PU103
- 2020 PV103
- 2020 PW103
- 2020 PX103
- 2020 PY103
- 2020 PZ103
- 2020 PA104
- 2020 PB104
- 2020 PC104
- 2020 PD104
- 2020 PE104
- 2020 PF104
- 2020 PG104
- 2020 PH104
- 2020 PJ104
- 2020 PK104
- 2020 PL104
- 2020 PM104
- 2020 PN104
- 2020 PO104
- 2020 PP104
- 2020 PQ104
- 2020 PR104
- 2020 PS104
- 2020 PT104
- 2020 PU104
- 2020 PV104
- 2020 PW104
- 2020 PX104
- 2020 PY104
- 2020 PZ104
- 2020 PA105
- 2020 PB105
- 2020 PC105
- 2020 PD105
- 2020 PE105
- 2020 PF105
- 2020 PG105
- 2020 PH105
- 2020 PJ105
- 2020 PK105
- 2020 PL105
- 2020 PM105
- 2020 PN105
- 2020 PO105
- 2020 PP105
- 2020 PQ105
- 2020 PR105
- 2020 PS105
- 2020 PT105
- 2020 PU105
- 2020 PV105
- 2020 PW105
- 2020 PX105
- 2020 PY105
- 2020 PZ105
- 2020 PA106
- 2020 PB106
- 2020 PC106
- 2020 PD106
- 2020 PE106
- 2020 PF106
- 2020 PG106
- 2020 PH106
- 2020 PJ106
- 2020 PK106
- 2020 PL106
- 2020 PM106
- 2020 PN106
- 2020 PO106
- 2020 PP106
- 2020 PQ106
- 2020 PR106
- 2020 PS106
- 2020 PT106
- 2020 PU106
- 2020 PV106
- 2020 PW106
- 2020 PX106
- 2020 PY106
- 2020 PZ106
- 2020 PA107
- 2020 PB107
- 2020 PC107
- 2020 PD107
- 2020 PE107
- 2020 PF107
- 2020 PG107
- 2020 PH107
- 2020 PJ107
- 2020 PK107
- 2020 PL107
- 2020 PM107
- 2020 PN107
- 2020 PO107
- 2020 PP107
- 2020 PQ107
- 2020 PR107
- 2020 PS107
- 2020 PT107
- 2020 PU107
- 2020 PV107
- 2020 PW107
- 2020 PX107
- 2020 PY107
- 2020 PZ107
- 2020 PA108
- 2020 PB108
- 2020 PC108
- 2020 PD108
- 2020 PE108
- 2020 PF108
- 2020 PG108
- 2020 PH108
- 2020 PJ108
- 2020 PK108
- 2020 PL108
- 2020 PM108
- 2020 PN108
- 2020 PO108
- 2020 PP108
- 2020 PQ108
- 2020 PR108
- 2020 PS108
- 2020 PT108
- 2020 PU108
- 2020 PV108
- 2020 PW108
- 2020 PX108
- 2020 PY108
- 2020 PZ108
- 2020 PA109
- 2020 PB109
- 2020 PC109
- 2020 PD109
- 2020 PE109
- 2020 PF109
- 2020 PG109
- 2020 PH109
- 2020 PJ109
- 2020 PK109
- 2020 PL109
- 2020 PM109
- 2020 PN109
- 2020 PO109
- 2020 PP109
- 2020 PQ109
- 2020 PR109
- 2020 PS109
- 2020 PT109
- 2020 PU109
- 2020 PV109
- 2020 PW109
- 2020 PX109
- 2020 PY109
- 2020 PZ109
- 2020 PA110
- 2020 PB110
- 2020 PC110
- 2020 PD110
- 2020 PE110
- 2020 PF110
- 2020 PG110
- 2020 PH110
- 2020 PJ110
- 2020 PK110
- 2020 PL110
- 2020 PM110
- 2020 PN110
- 2020 PO110
- 2020 PP110
- 2020 PQ110
- 2020 PR110
- 2020 PS110
- 2020 PT110
- 2020 PU110
- 2020 PV110
- 2020 PW110
- 2020 PX110
- 2020 PY110
- 2020 PZ110
- 2020 PA111
- 2020 PB111
- 2020 PC111
- 2020 PD111
- 2020 PE111
- 2020 PF111
- 2020 PG111
- 2020 PH111
- 2020 PJ111
- 2020 PL111
- 2020 PM111
- 2020 PN111
- 2020 PO111
- 2020 PP111
- 2020 PQ111
- 2020 PR111
- 2020 PS111
- 2020 PT111
- 2020 PU111
- 2020 PV111
- 2020 PW111
- 2020 PX111
- 2020 PZ111
- 2020 PA112
- 2020 PB112
- 2020 PC112
- 2020 PD112
- 2020 PE112
- 2020 PF112
- 2020 PG112
- 2020 PH112
- 2020 PJ112
- 2020 PK112
- 2020 PL112
- 2020 PM112
- 2020 PN112
- 2020 PO112
- 2020 PP112
- 2020 PQ112
- 2020 PR112
- 2020 PS112
- 2020 PT112
- 2020 PU112
- 2020 PV112
- 2020 PW112
- 2020 PX112
- 2020 PY112
- 2020 PZ112
- 2020 PA113
- 2020 PC113
- 2020 PD113
- 2020 PE113
- 2020 PF113
- 2020 PG113
- 2020 PH113
- 2020 PJ113
- 2020 PK113
- 2020 PL113
- 2020 PM113
- 2020 PN113
- 2020 PO113
- 2020 PQ113
- 2020 PR113
- 2020 PS113
- 2020 PT113
- 2020 PU113
- 2020 PV113
- 2020 PW113
- 2020 PX113
- 2020 PY113
- 2020 PZ113
- 2020 PA114
- 2020 PB114
- 2020 PC114
- 2020 PD114
- 2020 PE114
- 2020 PF114
- 2020 PG114
- 2020 PH114
- 2020 PJ114
- 2020 PK114
- 2020 PL114
- 2020 PM114
- 2020 PN114
- 2020 PO114
- 2020 PP114
- 2020 PQ114
- 2020 PR114
- 2020 PS114
- 2020 PT114
- 2020 PU114
- 2020 PV114
- 2020 PW114
- 2020 PX114
- 2020 PY114
- 2020 PZ114
- 2020 PA115
- 2020 PB115
- 2020 PC115
- 2020 PD115
- 2020 PE115
- 2020 PF115
- 2020 PG115
- 2020 PH115
- 2020 PJ115
- 2020 PK115
- 2020 PL115
- 2020 PM115
- 2020 PN115
- 2020 PO115
- 2020 PP115
- 2020 PQ115
- 2020 PR115
- 2020 PS115
- 2020 PT115
- 2020 PV115
- 2020 PW115
- 2020 PX115
- 2020 PY115
- 2020 PZ115
- 2020 PA116
- 2020 PB116
- 2020 PC116
- 2020 PD116
- 2020 PE116
- 2020 PF116
- 2020 PG116
- 2020 PH116
- 2020 PJ116
- 2020 PK116
- 2020 PL116
- 2020 PM116
- 2020 PN116
- 2020 PO116
- 2020 PP116
- 2020 PQ116
- 2020 PR116
- 2020 PS116
- 2020 PT116
- 2020 PV116
- 2020 PW116
- 2020 PY116
- 2020 PZ116
- 2020 PA117
- 2020 PB117
- 2020 PC117
- 2020 PD117
- 2020 PE117
- 2020 PF117
- 2020 PG117
- 2020 PH117
- 2020 PJ117
- 2020 PK117
- 2020 PL117
- 2020 PM117
- 2020 PN117
- 2020 PO117
- 2020 PP117
- 2020 PQ117
- 2020 PR117
- 2020 PS117
- 2020 PT117
- 2020 PU117
- 2020 PV117
- 2020 PW117
- 2020 PY117
- 2020 PZ117
- 2020 PA118
- 2020 PB118
- 2020 PC118
- 2020 PD118
- 2020 PE118
- 2020 PF118
- 2020 PG118
- 2020 PH118
- 2020 PJ118
- 2020 PK118
- 2020 PL118
- 2020 PM118
- 2020 PN118
- 2020 PO118
- 2020 PP118
- 2020 PQ118
- 2020 PR118
- 2020 PS118
- 2020 PT118
- 2020 PU118
- 2020 PV118
- 2020 PW118
- 2020 PX118
- 2020 PY118
- 2020 PZ118
- 2020 PA119
- 2020 PB119
- 2020 PC119
- 2020 PD119
- 2020 PE119
- 2020 PF119
- 2020 PG119
- 2020 PH119
- 2020 PJ119
- 2020 PK119
- 2020 PL119
- 2020 PM119
- 2020 PN119
- 2020 PO119
- 2020 PP119
- 2020 PQ119
- 2020 PR119
- 2020 PS119
- 2020 PT119
- 2020 PU119
- 2020 PV119
- 2020 PW119
- 2020 PX119
- 2020 PY119
- 2020 PZ119
- 2020 PA120
- 2020 PB120
- 2020 PC120
- 2020 PD120
- 2020 PE120
- 2020 PF120
- 2020 PG120
- 2020 PH120
- 2020 PJ120
- 2020 PK120
- 2020 PL120
- 2020 PM120
- 2020 PN120
- 2020 PO120
- 2020 PP120
- 2020 PQ120
- 2020 PR120
- 2020 PS120
- 2020 PT120
- 2020 PU120
- 2020 PV120
- 2020 PW120
- 2020 PX120
- 2020 PY120
- 2020 PZ120
- 2020 PA121
- 2020 PB121
- 2020 PC121
- 2020 PD121
- 2020 PE121
- 2020 PF121
- 2020 PG121
- 2020 PH121
- 2020 PJ121
- 2020 PK121
- 2020 PL121
- 2020 PN121
- 2020 PO121
- 2020 PP121
- 2020 PQ121
- 2020 PR121
- 2020 PS121
- 2020 PT121
- 2020 PU121
- 2020 PV121
- 2020 PW121
- 2020 PX121
- 2020 PY121
- 2020 PZ121
- 2020 PA122
- 2020 PB122
- 2020 PC122
- 2020 PD122
- 2020 PE122
- 2020 PF122
- 2020 PG122
- 2020 PH122
- 2020 PJ122
- 2020 PK122
- 2020 PL122
- 2020 PM122
- 2020 PN122
- 2020 PO122
- 2020 PP122
- 2020 PQ122
- 2020 PR122
- 2020 PS122
- 2020 PT122
- 2020 PU122
- 2020 PV122
- 2020 PW122
- 2020 PX122
- 2020 PY122
- 2020 PZ122
- 2020 PA123
- 2020 PB123
- 2020 PC123
- 2020 PD123
- 2020 PE123
- 2020 PF123
- 2020 PG123
- 2020 PH123
- 2020 PJ123
- 2020 PK123
- 2020 PL123
- 2020 PM123
- 2020 PN123
- 2020 PO123
- 2020 PP123
- 2020 PQ123
- 2020 PR123
- 2020 PS123
- 2020 PT123
- 2020 PU123
- 2020 PV123
- 2020 PW123
- 2020 PX123
- 2020 PZ123
- 2020 PA124
- 2020 PB124
- 2020 PC124
- 2020 PD124
- 2020 PE124
- 2020 PF124
- 2020 PG124
- 2020 PH124

### Du 16 au 31 août 2020
- 2020 QA
- 2020 QB
- 2020 QC
- 2020 QD
- 2020 QE
- 2020 QF
- 2020 QG
- 2020 QH
- 2020 QJ
- 2020 QK
- 2020 QL
- 2020 QM
- 2020 QN
- 2020 QO
- 2020 QP
- 2020 QQ
- 2020 QR
- 2020 QS
- 2020 QT
- 2020 QU
- 2020 QV
- 2020 QW
- 2020 QX
- 2020 QY
- 2020 QZ
- 2020 QA1
- 2020 QB1
- 2020 QD1
- 2020 QE1
- 2020 QF1
- 2020 QG1
- 2020 QH1
- 2020 QJ1
- 2020 QK1
- 2020 QL1
- 2020 QM1
- 2020 QN1
- 2020 QO1
- 2020 QP1
- 2020 QQ1
- 2020 QR1
- 2020 QS1
- 2020 QT1
- 2020 QU1
- 2020 QV1
- 2020 QW1
- 2020 QX1
- 2020 QY1
- 2020 QZ1
- 2020 QA2
- 2020 QB2
- 2020 QC2
- 2020 QD2
- 2020 QE2
- 2020 QF2
- 2020 QG2
- 2020 QH2
- 2020 QJ2
- 2020 QK2
- 2020 QL2
- 2020 QM2
- 2020 QN2
- 2020 QO2
- 2020 QP2
- 2020 QQ2
- 2020 QR2
- 2020 QS2
- 2020 QT2
- 2020 QU2
- 2020 QV2
- 2020 QW2
- 2020 QX2
- 2020 QY2
- 2020 QZ2
- 2020 QA3
- 2020 QB3
- 2020 QC3
- 2020 QD3
- 2020 QE3
- 2020 QF3
- 2020 QH3
- 2020 QJ3
- 2020 QM3
- 2020 QN3
- 2020 QO3
- 2020 QP3
- 2020 QQ3
- 2020 QS3
- 2020 QT3
- 2020 QU3
- 2020 QV3
- 2020 QW3
- 2020 QX3
- 2020 QY3
- 2020 QZ3
- 2020 QA4
- 2020 QB4
- 2020 QC4
- 2020 QD4
- 2020 QE4
- 2020 QF4
- 2020 QG4
- 2020 QH4
- 2020 QJ4
- 2020 QK4
- 2020 QL4
- 2020 QM4
- 2020 QN4
- 2020 QP4
- 2020 QQ4
- 2020 QR4
- 2020 QS4
- 2020 QT4
- 2020 QU4
- 2020 QV4
- 2020 QW4
- 2020 QX4
- 2020 QY4
- 2020 QZ4
- 2020 QA5
- 2020 QB5
- 2020 QC5
- 2020 QD5
- 2020 QE5
- 2020 QF5
- 2020 QG5
- 2020 QH5
- 2020 QJ5
- 2020 QK5
- 2020 QL5
- 2020 QM5
- 2020 QN5
- 2020 QO5
- 2020 QP5
- 2020 QQ5
- 2020 QR5
- 2020 QS5
- 2020 QU5
- 2020 QV5
- 2020 QW5
- 2020 QX5
- 2020 QY5
- 2020 QZ5
- 2020 QA6
- 2020 QB6
- 2020 QC6
- 2020 QE6
- 2020 QF6
- 2020 QG6
- 2020 QH6
- 2020 QJ6
- 2020 QK6
- 2020 QL6
- 2020 QM6
- 2020 QN6
- 2020 QO6
- 2020 QQ6
- 2020 QR6
- 2020 QS6
- 2020 QU6
- 2020 QV6
- 2020 QW6
- 2020 QX6
- 2020 QY6
- 2020 QZ6
- 2020 QA7
- 2020 QB7
- 2020 QC7
- 2020 QD7
- 2020 QE7
- 2020 QF7
- 2020 QG7
- 2020 QH7
- 2020 QJ7
- 2020 QK7
- 2020 QL7
- 2020 QN7
- 2020 QO7
- 2020 QP7
- 2020 QR7
- 2020 QS7
- 2020 QT7
- 2020 QU7
- 2020 QV7
- 2020 QW7
- 2020 QX7
- 2020 QY7
- 2020 QZ7
- 2020 QA8
- 2020 QB8
- 2020 QC8
- 2020 QD8
- 2020 QF8
- 2020 QG8
- 2020 QJ8
- 2020 QL8
- 2020 QM8
- 2020 QO8
- 2020 QV8
- 2020 QW8
- 2020 QY8
- 2020 QZ8
- 2020 QA9
- 2020 QB9
- 2020 QD9
- 2020 QG9
- 2020 QH9
- 2020 QL9
- 2020 QN9
- 2020 QT9
- 2020 QU9
- 2020 QW9
- 2020 QZ9
- 2020 QA10
- 2020 QB10
- 2020 QC10
- 2020 QD10
- 2020 QE10
- 2020 QF10
- 2020 QK10
- 2020 QP10
- 2020 QQ10
- 2020 QS10
- 2020 QU10
- 2020 QV10
- 2020 QW10
- 2020 QX10
- 2020 QZ10
- 2020 QB11
- 2020 QD11
- 2020 QF11
- 2020 QG11
- 2020 QJ11
- 2020 QK11
- 2020 QL11
- 2020 QM11
- 2020 QN11
- 2020 QO11
- 2020 QP11
- 2020 QQ11
- 2020 QR11
- 2020 QS11
- 2020 QT11
- 2020 QV11
- 2020 QX11
- 2020 QY11
- 2020 QA12
- 2020 QB12
- 2020 QF12
- 2020 QG12
- 2020 QH12
- 2020 QK12
- 2020 QL12
- 2020 QP12
- 2020 QQ12
- 2020 QR12
- 2020 QS12
- 2020 QT12
- 2020 QU12
- 2020 QV12
- 2020 QW12
- 2020 QX12
- 2020 QY12
- 2020 QZ12
- 2020 QB13
- 2020 QC13
- 2020 QD13
- 2020 QE13
- 2020 QF13
- 2020 QH13
- 2020 QJ13
- 2020 QK13
- 2020 QM13
- 2020 QN13
- 2020 QO13
- 2020 QP13
- 2020 QQ13
- 2020 QR13
- 2020 QS13
- 2020 QT13
- 2020 QB14
- 2020 QC14
- 2020 QD14
- 2020 QE14
- 2020 QG14
- 2020 QH14
- 2020 QJ14
- 2020 QK14
- 2020 QL14
- 2020 QP14
- 2020 QQ14
- 2020 QS14
- 2020 QT14
- 2020 QX14
- 2020 QZ14
- 2020 QA15
- 2020 QB15
- 2020 QC15
- 2020 QE15
- 2020 QF15
- 2020 QG15
- 2020 QH15
- 2020 QJ15
- 2020 QK15
- 2020 QL15
- 2020 QM15
- 2020 QN15
- 2020 QP15
- 2020 QR15
- 2020 QT15
- 2020 QU15
- 2020 QV15
- 2020 QW15
- 2020 QX15
- 2020 QY15
- 2020 QZ15
- 2020 QA16
- 2020 QB16
- 2020 QC16
- 2020 QD16
- 2020 QE16
- 2020 QF16
- 2020 QH16
- 2020 QJ16
- 2020 QK16
- 2020 QL16
- 2020 QM16
- 2020 QN16
- 2020 QO16
- 2020 QP16
- 2020 QQ16
- 2020 QS16
- 2020 QT16
- 2020 QU16
- 2020 QV16
- 2020 QW16
- 2020 QX16
- 2020 QY16
- 2020 QZ16
- 2020 QA17
- 2020 QB17
- 2020 QC17
- 2020 QD17
- 2020 QF17
- 2020 QG17
- 2020 QH17
- 2020 QJ17
- 2020 QK17
- 2020 QM17
- 2020 QN17
- 2020 QQ17
- 2020 QR17
- 2020 QT17
- 2020 QV17
- 2020 QW17
- 2020 QX17
- 2020 QY17
- 2020 QZ17
- 2020 QA18
- 2020 QB18
- 2020 QC18
- 2020 QE18
- 2020 QG18
- 2020 QH18
- 2020 QJ18
- 2020 QK18
- 2020 QL18
- 2020 QM18
- 2020 QN18
- 2020 QO18
- 2020 QP18
- 2020 QR18
- 2020 QV18
- 2020 QW18
- 2020 QX18
- 2020 QY18
- 2020 QZ18
- 2020 QA19
- 2020 QB19
- 2020 QC19
- 2020 QE19
- 2020 QF19
- 2020 QG19
- 2020 QH19
- 2020 QJ19
- 2020 QK19
- 2020 QM19
- 2020 QN19
- 2020 QO19
- 2020 QP19
- 2020 QQ19
- 2020 QR19
- 2020 QS19
- 2020 QT19
- 2020 QU19
- 2020 QV19
- 2020 QW19
- 2020 QX19
- 2020 QY19
- 2020 QZ19
- 2020 QB20
- 2020 QC20
- 2020 QD20
- 2020 QE20
- 2020 QF20
- 2020 QG20
- 2020 QH20
- 2020 QJ20
- 2020 QK20
- 2020 QL20
- 2020 QM20
- 2020 QN20
- 2020 QO20
- 2020 QP20
- 2020 QQ20
- 2020 QR20
- 2020 QS20
- 2020 QT20
- 2020 QU20
- 2020 QV20
- 2020 QW20
- 2020 QX20
- 2020 QY20
- 2020 QZ20
- 2020 QB21
- 2020 QC21
- 2020 QD21
- 2020 QE21
- 2020 QF21
- 2020 QG21
- 2020 QH21
- 2020 QJ21
- 2020 QL21
- 2020 QM21
- 2020 QO21
- 2020 QP21
- 2020 QQ21
- 2020 QR21
- 2020 QS21
- 2020 QT21
- 2020 QU21
- 2020 QV21
- 2020 QW21
- 2020 QX21
- 2020 QY21
- 2020 QZ21
- 2020 QA22
- 2020 QB22
- 2020 QC22
- 2020 QD22
- 2020 QE22
- 2020 QF22
- 2020 QG22
- 2020 QH22
- 2020 QJ22
- 2020 QK22
- 2020 QL22
- 2020 QM22
- 2020 QN22
- 2020 QO22
- 2020 QP22
- 2020 QQ22
- 2020 QR22
- 2020 QS22
- 2020 QT22
- 2020 QU22
- 2020 QV22
- 2020 QW22
- 2020 QX22
- 2020 QZ22
- 2020 QA23
- 2020 QC23
- 2020 QD23
- 2020 QE23
- 2020 QF23
- 2020 QG23
- 2020 QH23
- 2020 QJ23
- 2020 QK23
- 2020 QL23
- 2020 QM23
- 2020 QN23
- 2020 QO23
- 2020 QP23
- 2020 QQ23
- 2020 QR23
- 2020 QS23
- 2020 QT23
- 2020 QU23
- 2020 QV23
- 2020 QW23
- 2020 QX23
- 2020 QZ23
- 2020 QA24
- 2020 QB24
- 2020 QC24
- 2020 QD24
- 2020 QE24
- 2020 QF24
- 2020 QH24
- 2020 QJ24
- 2020 QK24
- 2020 QL24
- 2020 QM24
- 2020 QN24
- 2020 QO24
- 2020 QP24
- 2020 QQ24
- 2020 QR24
- 2020 QS24
- 2020 QT24
- 2020 QU24
- 2020 QV24
- 2020 QW24
- 2020 QX24
- 2020 QY24
- 2020 QZ24
- 2020 QA25
- 2020 QB25
- 2020 QC25
- 2020 QD25
- 2020 QE25
- 2020 QF25
- 2020 QG25
- 2020 QH25
- 2020 QJ25
- 2020 QK25
- 2020 QL25
- 2020 QM25
- 2020 QN25
- 2020 QO25
- 2020 QP25
- 2020 QQ25
- 2020 QR25
- 2020 QS25
- 2020 QT25
- 2020 QV25
- 2020 QW25
- 2020 QX25
- 2020 QY25
- 2020 QZ25
- 2020 QA26
- 2020 QB26
- 2020 QC26
- 2020 QD26
- 2020 QE26
- 2020 QF26
- 2020 QG26
- 2020 QJ26
- 2020 QK26
- 2020 QL26
- 2020 QM26
- 2020 QN26
- 2020 QO26
- 2020 QP26
- 2020 QQ26
- 2020 QR26
- 2020 QS26
- 2020 QT26
- 2020 QU26
- 2020 QV26
- 2020 QW26
- 2020 QX26
- 2020 QY26
- 2020 QZ26
- 2020 QB27
- 2020 QD27
- 2020 QE27
- 2020 QG27
- 2020 QH27
- 2020 QJ27
- 2020 QK27
- 2020 QL27
- 2020 QO27
- 2020 QP27
- 2020 QQ27
- 2020 QR27
- 2020 QS27
- 2020 QU27
- 2020 QW27
- 2020 QX27
- 2020 QY27
- 2020 QZ27
- 2020 QA28
- 2020 QB28
- 2020 QC28
- 2020 QD28
- 2020 QF28
- 2020 QG28
- 2020 QH28
- 2020 QL28
- 2020 QM28
- 2020 QN28
- 2020 QO28
- 2020 QP28
- 2020 QQ28
- 2020 QR28
- 2020 QS28
- 2020 QT28
- 2020 QU28
- 2020 QV28
- 2020 QW28
- 2020 QX28
- 2020 QY28
- 2020 QZ28
- 2020 QA29
- 2020 QC29
- 2020 QD29
- 2020 QE29
- 2020 QF29
- 2020 QG29
- 2020 QH29
- 2020 QJ29
- 2020 QK29
- 2020 QL29
- 2020 QM29
- 2020 QO29
- 2020 QP29
- 2020 QQ29
- 2020 QR29
- 2020 QS29
- 2020 QT29
- 2020 QU29
- 2020 QV29
- 2020 QW29
- 2020 QX29
- 2020 QY29
- 2020 QZ29
- 2020 QB30
- 2020 QC30
- 2020 QD30
- 2020 QE30
- 2020 QF30
- 2020 QG30
- 2020 QJ30
- 2020 QK30
- 2020 QN30
- 2020 QO30
- 2020 QP30
- 2020 QQ30
- 2020 QT30
- 2020 QU30
- 2020 QV30
- 2020 QY30
- 2020 QZ30
- 2020 QB31
- 2020 QD31
- 2020 QE31
- 2020 QF31
- 2020 QG31
- 2020 QK31
- 2020 QM31
- 2020 QN31
- 2020 QO31
- 2020 QP31
- 2020 QR31
- 2020 QS31
- 2020 QT31
- 2020 QU31
- 2020 QV31
- 2020 QW31
- 2020 QX31
- 2020 QY31
- 2020 QZ31
- 2020 QA32
- 2020 QB32
- 2020 QC32
- 2020 QD32
- 2020 QE32
- 2020 QF32
- 2020 QG32
- 2020 QH32
- 2020 QJ32
- 2020 QL32
- 2020 QM32
- 2020 QN32
- 2020 QO32
- 2020 QP32
- 2020 QQ32
- 2020 QR32
- 2020 QS32
- 2020 QT32
- 2020 QU32
- 2020 QV32
- 2020 QW32
- 2020 QY32
- 2020 QZ32
- 2020 QA33
- 2020 QB33
- 2020 QC33
- 2020 QD33
- 2020 QE33
- 2020 QF33
- 2020 QG33
- 2020 QH33
- 2020 QJ33
- 2020 QK33
- 2020 QL33
- 2020 QM33
- 2020 QN33
- 2020 QO33
- 2020 QP33
- 2020 QQ33
- 2020 QR33
- 2020 QS33
- 2020 QT33
- 2020 QU33
- 2020 QV33
- 2020 QW33
- 2020 QX33
- 2020 QY33
- 2020 QZ33
- 2020 QA34
- 2020 QB34
- 2020 QC34
- 2020 QD34
- 2020 QE34
- 2020 QF34
- 2020 QG34
- 2020 QH34
- 2020 QJ34
- 2020 QK34
- 2020 QL34
- 2020 QM34
- 2020 QN34
- 2020 QO34
- 2020 QP34
- 2020 QQ34
- 2020 QR34
- 2020 QS34
- 2020 QT34
- 2020 QU34
- 2020 QW34
- 2020 QX34
- 2020 QY34
- 2020 QZ34
- 2020 QB35
- 2020 QC35
- 2020 QD35
- 2020 QE35
- 2020 QF35
- 2020 QG35
- 2020 QH35
- 2020 QJ35
- 2020 QK35
- 2020 QL35
- 2020 QM35
- 2020 QO35
- 2020 QP35
- 2020 QQ35
- 2020 QR35
- 2020 QS35
- 2020 QT35
- 2020 QU35
- 2020 QV35
- 2020 QW35
- 2020 QX35
- 2020 QY35
- 2020 QZ35
- 2020 QA36
- 2020 QB36
- 2020 QC36
- 2020 QD36
- 2020 QE36
- 2020 QF36
- 2020 QG36
- 2020 QJ36
- 2020 QK36
- 2020 QL36
- 2020 QM36
- 2020 QN36
- 2020 QO36
- 2020 QP36
- 2020 QQ36
- 2020 QS36
- 2020 QT36
- 2020 QU36
- 2020 QV36
- 2020 QW36
- 2020 QX36
- 2020 QY36
- 2020 QZ36
- 2020 QA37
- 2020 QB37
- 2020 QC37
- 2020 QD37
- 2020 QF37
- 2020 QG37
- 2020 QH37
- 2020 QJ37
- 2020 QK37
- 2020 QL37
- 2020 QM37
- 2020 QN37
- 2020 QO37
- 2020 QP37
- 2020 QR37
- 2020 QS37
- 2020 QT37
- 2020 QV37
- 2020 QW37
- 2020 QY37
- 2020 QZ37
- 2020 QA38
- 2020 QB38
- 2020 QC38
- 2020 QD38
- 2020 QE38
- 2020 QF38
- 2020 QG38
- 2020 QH38
- 2020 QJ38
- 2020 QK38
- 2020 QL38
- 2020 QM38
- 2020 QN38
- 2020 QO38
- 2020 QP38
- 2020 QQ38
- 2020 QR38
- 2020 QS38
- 2020 QT38
- 2020 QU38
- 2020 QV38
- 2020 QW38
- 2020 QX38
- 2020 QY38
- 2020 QZ38
- 2020 QA39
- 2020 QB39
- 2020 QC39
- 2020 QD39
- 2020 QE39
- 2020 QF39
- 2020 QG39
- 2020 QH39
- 2020 QJ39
- 2020 QK39
- 2020 QL39
- 2020 QM39
- 2020 QN39
- 2020 QO39
- 2020 QP39
- 2020 QQ39
- 2020 QR39
- 2020 QS39
- 2020 QT39
- 2020 QU39
- 2020 QV39
- 2020 QW39
- 2020 QY39
- 2020 QZ39
- 2020 QA40
- 2020 QB40
- 2020 QC40
- 2020 QD40
- 2020 QE40
- 2020 QF40
- 2020 QG40
- 2020 QJ40
- 2020 QK40
- 2020 QL40
- 2020 QN40
- 2020 QO40
- 2020 QP40
- 2020 QQ40
- 2020 QR40
- 2020 QS40
- 2020 QT40
- 2020 QU40
- 2020 QV40
- 2020 QW40
- 2020 QX40
- 2020 QY40
- 2020 QZ40
- 2020 QA41
- 2020 QB41
- 2020 QC41
- 2020 QD41
- 2020 QE41
- 2020 QF41
- 2020 QG41
- 2020 QH41
- 2020 QJ41
- 2020 QK41
- 2020 QL41
- 2020 QM41
- 2020 QN41
- 2020 QO41
- 2020 QP41
- 2020 QQ41
- 2020 QS41
- 2020 QT41
- 2020 QU41
- 2020 QV41
- 2020 QW41
- 2020 QX41
- 2020 QY41
- 2020 QZ41
- 2020 QA42
- 2020 QB42
- 2020 QC42
- 2020 QD42
- 2020 QE42
- 2020 QF42
- 2020 QG42
- 2020 QH42
- 2020 QJ42
- 2020 QK42
- 2020 QM42
- 2020 QN42
- 2020 QO42
- 2020 QP42
- 2020 QQ42
- 2020 QR42
- 2020 QS42
- 2020 QT42
- 2020 QU42
- 2020 QV42
- 2020 QW42
- 2020 QX42
- 2020 QY42
- 2020 QZ42
- 2020 QB43
- 2020 QC43
- 2020 QD43
- 2020 QE43
- 2020 QG43
- 2020 QH43
- 2020 QJ43
- 2020 QK43
- 2020 QL43
- 2020 QM43
- 2020 QN43
- 2020 QO43
- 2020 QP43
- 2020 QQ43
- 2020 QR43
- 2020 QS43
- 2020 QU43
- 2020 QV43
- 2020 QW43
- 2020 QX43
- 2020 QZ43
- 2020 QA44
- 2020 QB44
- 2020 QC44
- 2020 QD44
- 2020 QE44
- 2020 QF44
- 2020 QH44
- 2020 QJ44
- 2020 QK44
- 2020 QL44
- 2020 QM44
- 2020 QN44
- 2020 QO44
- 2020 QP44
- 2020 QQ44
- 2020 QR44
- 2020 QS44
- 2020 QT44
- 2020 QU44
- 2020 QV44
- 2020 QW44
- 2020 QX44
- 2020 QY44
- 2020 QZ44
- 2020 QB45
- 2020 QC45
- 2020 QE45
- 2020 QF45
- 2020 QG45
- 2020 QH45
- 2020 QJ45
- 2020 QK45
- 2020 QL45
- 2020 QM45
- 2020 QN45
- 2020 QO45
- 2020 QP45
- 2020 QQ45
- 2020 QR45
- 2020 QS45
- 2020 QT45
- 2020 QV45
- 2020 QX45
- 2020 QY45
- 2020 QZ45
- 2020 QA46
- 2020 QB46
- 2020 QC46
- 2020 QE46
- 2020 QF46
- 2020 QG46
- 2020 QH46
- 2020 QJ46
- 2020 QK46
- 2020 QL46
- 2020 QM46
- 2020 QN46
- 2020 QO46
- 2020 QP46
- 2020 QQ46
- 2020 QR46
- 2020 QS46
- 2020 QT46
- 2020 QU46
- 2020 QV46
- 2020 QW46
- 2020 QX46
- 2020 QY46
- 2020 QZ46
- 2020 QA47
- 2020 QB47
- 2020 QC47
- 2020 QD47
- 2020 QE47
- 2020 QF47
- 2020 QG47
- 2020 QH47
- 2020 QJ47
- 2020 QK47
- 2020 QL47
- 2020 QN47
- 2020 QO47
- 2020 QP47
- 2020 QQ47
- 2020 QR47
- 2020 QS47
- 2020 QT47
- 2020 QU47
- 2020 QV47
- 2020 QX47
- 2020 QY47
- 2020 QA48
- 2020 QB48
- 2020 QC48
- 2020 QD48
- 2020 QE48
- 2020 QF48
- 2020 QG48
- 2020 QH48
- 2020 QJ48
- 2020 QK48
- 2020 QM48
- 2020 QN48
- 2020 QO48
- 2020 QP48
- 2020 QQ48
- 2020 QR48
- 2020 QS48
- 2020 QT48
- 2020 QV48
- 2020 QW48
- 2020 QX48
- 2020 QY48
- 2020 QZ48
- 2020 QA49
- 2020 QB49
- 2020 QC49
- 2020 QD49
- 2020 QE49
- 2020 QF49
- 2020 QG49
- 2020 QH49
- 2020 QJ49
- 2020 QK49
- 2020 QL49
- 2020 QM49
- 2020 QN49
- 2020 QO49
- 2020 QQ49
- 2020 QR49
- 2020 QS49
- 2020 QT49
- 2020 QV49
- 2020 QW49
- 2020 QX49
- 2020 QY49
- 2020 QZ49
- 2020 QA50
- 2020 QD50
- 2020 QF50
- 2020 QG50
- 2020 QH50
- 2020 QJ50
- 2020 QK50
- 2020 QL50
- 2020 QM50
- 2020 QP50
- 2020 QR50
- 2020 QT50
- 2020 QU50
- 2020 QV50
- 2020 QW50
- 2020 QX50
- 2020 QY50
- 2020 QA51
- 2020 QB51
- 2020 QC51
- 2020 QD51
- 2020 QE51
- 2020 QF51
- 2020 QG51
- 2020 QH51
- 2020 QJ51
- 2020 QK51
- 2020 QM51
- 2020 QN51
- 2020 QO51
- 2020 QP51
- 2020 QQ51
- 2020 QR51
- 2020 QS51
- 2020 QT51
- 2020 QU51
- 2020 QV51
- 2020 QW51
- 2020 QX51
- 2020 QY51
- 2020 QZ51
- 2020 QA52
- 2020 QB52
- 2020 QC52
- 2020 QD52
- 2020 QE52
- 2020 QF52
- 2020 QG52
- 2020 QH52
- 2020 QJ52
- 2020 QK52
- 2020 QL52
- 2020 QM52
- 2020 QO52
- 2020 QP52
- 2020 QQ52
- 2020 QR52
- 2020 QS52
- 2020 QT52
- 2020 QU52
- 2020 QV52
- 2020 QW52
- 2020 QX52
- 2020 QY52
- 2020 QZ52
- 2020 QA53
- 2020 QB53
- 2020 QC53
- 2020 QD53
- 2020 QE53
- 2020 QF53
- 2020 QG53
- 2020 QH53
- 2020 QJ53
- 2020 QK53
- 2020 QL53
- 2020 QM53
- 2020 QN53
- 2020 QO53
- 2020 QP53
- 2020 QQ53
- 2020 QR53
- 2020 QS53
- 2020 QT53
- 2020 QU53
- 2020 QV53
- 2020 QW53
- 2020 QX53
- 2020 QY53
- 2020 QZ53
- 2020 QA54
- 2020 QB54
- 2020 QC54
- 2020 QD54
- 2020 QE54
- 2020 QF54
- 2020 QG54
- 2020 QH54
- 2020 QJ54
- 2020 QK54
- 2020 QL54
- 2020 QM54
- 2020 QN54
- 2020 QO54
- 2020 QP54
- 2020 QQ54
- 2020 QR54
- 2020 QS54
- 2020 QT54
- 2020 QU54
- 2020 QV54
- 2020 QW54
- 2020 QX54
- 2020 QY54
- 2020 QZ54
- 2020 QA55
- 2020 QB55
- 2020 QC55
- 2020 QD55
- 2020 QE55
- 2020 QF55
- 2020 QG55
- 2020 QJ55
- 2020 QK55
- 2020 QL55
- 2020 QM55
- 2020 QN55
- 2020 QO55
- 2020 QP55
- 2020 QQ55
- 2020 QR55
- 2020 QS55
- 2020 QT55
- 2020 QU55
- 2020 QV55
- 2020 QW55
- 2020 QX55
- 2020 QY55
- 2020 QZ55
- 2020 QB56
- 2020 QC56
- 2020 QD56
- 2020 QF56
- 2020 QG56
- 2020 QH56
- 2020 QJ56
- 2020 QK56
- 2020 QL56
- 2020 QN56
- 2020 QP56
- 2020 QQ56
- 2020 QR56
- 2020 QS56
- 2020 QT56
- 2020 QU56
- 2020 QV56
- 2020 QW56
- 2020 QX56
- 2020 QY56
- 2020 QZ56
- 2020 QA57
- 2020 QB57
- 2020 QC57
- 2020 QD57
- 2020 QE57
- 2020 QF57
- 2020 QG57
- 2020 QH57
- 2020 QJ57
- 2020 QK57
- 2020 QL57
- 2020 QM57
- 2020 QN57
- 2020 QO57
- 2020 QP57
- 2020 QQ57
- 2020 QR57
- 2020 QS57
- 2020 QT57
- 2020 QU57
- 2020 QV57
- 2020 QW57
- 2020 QX57
- 2020 QY57
- 2020 QZ57
- 2020 QA58
- 2020 QB58
- 2020 QC58
- 2020 QD58
- 2020 QE58
- 2020 QF58
- 2020 QG58
- 2020 QH58
- 2020 QJ58
- 2020 QK58
- 2020 QL58
- 2020 QM58
- 2020 QN58
- 2020 QO58
- 2020 QP58
- 2020 QQ58
- 2020 QR58
- 2020 QS58
- 2020 QT58
- 2020 QU58
- 2020 QV58
- 2020 QW58
- 2020 QX58
- 2020 QY58
- 2020 QZ58
- 2020 QA59
- 2020 QB59
- 2020 QC59
- 2020 QD59
- 2020 QE59
- 2020 QF59
- 2020 QG59
- 2020 QH59
- 2020 QJ59
- 2020 QK59
- 2020 QM59
- 2020 QN59
- 2020 QO59
- 2020 QP59
- 2020 QQ59
- 2020 QR59
- 2020 QS59
- 2020 QT59
- 2020 QV59
- 2020 QW59
- 2020 QX59
- 2020 QZ59
- 2020 QA60
- 2020 QB60
- 2020 QC60
- 2020 QD60
- 2020 QE60
- 2020 QF60
- 2020 QG60
- 2020 QH60
- 2020 QJ60
- 2020 QK60
- 2020 QL60
- 2020 QM60
- 2020 QN60
- 2020 QO60
- 2020 QP60
- 2020 QQ60
- 2020 QR60
- 2020 QS60
- 2020 QT60
- 2020 QU60
- 2020 QV60
- 2020 QW60
- 2020 QX60
- 2020 QY60
- 2020 QZ60
- 2020 QA61
- 2020 QB61
- 2020 QC61
- 2020 QD61
- 2020 QE61
- 2020 QF61
- 2020 QG61
- 2020 QH61
- 2020 QJ61
- 2020 QK61
- 2020 QL61
- 2020 QM61
- 2020 QN61
- 2020 QO61
- 2020 QP61
- 2020 QQ61
- 2020 QR61
- 2020 QS61
- 2020 QT61
- 2020 QU61
- 2020 QV61
- 2020 QW61
- 2020 QX61
- 2020 QY61
- 2020 QZ61
- 2020 QA62
- 2020 QB62
- 2020 QC62
- 2020 QD62
- 2020 QE62
- 2020 QF62
- 2020 QG62
- 2020 QH62
- 2020 QJ62
- 2020 QK62
- 2020 QL62
- 2020 QM62
- 2020 QN62
- 2020 QP62
- 2020 QQ62
- 2020 QR62
- 2020 QS62
- 2020 QT62
- 2020 QU62
- 2020 QV62
- 2020 QW62
- 2020 QX62
- 2020 QY62
- 2020 QZ62
- 2020 QA63
- 2020 QB63
- 2020 QC63
- 2020 QE63
- 2020 QF63
- 2020 QG63
- 2020 QH63
- 2020 QJ63
- 2020 QK63
- 2020 QL63
- 2020 QM63
- 2020 QN63
- 2020 QO63
- 2020 QP63
- 2020 QR63
- 2020 QS63
- 2020 QT63
- 2020 QU63
- 2020 QV63
- 2020 QW63
- 2020 QX63
- 2020 QY63
- 2020 QZ63
- 2020 QA64
- 2020 QB64
- 2020 QC64
- 2020 QD64
- 2020 QE64
- 2020 QF64
- 2020 QG64
- 2020 QH64
- 2020 QJ64
- 2020 QK64
- 2020 QL64
- 2020 QM64
- 2020 QN64
- 2020 QO64
- 2020 QP64
- 2020 QQ64
- 2020 QR64
- 2020 QS64
- 2020 QT64
- 2020 QU64
- 2020 QV64
- 2020 QW64
- 2020 QX64
- 2020 QY64
- 2020 QZ64
- 2020 QA65
- 2020 QB65
- 2020 QC65
- 2020 QF65
- 2020 QG65
- 2020 QH65
- 2020 QJ65
- 2020 QL65
- 2020 QM65
- 2020 QN65
- 2020 QO65
- 2020 QP65
- 2020 QS65
- 2020 QT65
- 2020 QU65
- 2020 QV65
- 2020 QX65
- 2020 QY65
- 2020 QZ65
- 2020 QA66
- 2020 QB66
- 2020 QC66
- 2020 QD66
- 2020 QE66
- 2020 QF66
- 2020 QG66
- 2020 QH66
- 2020 QJ66
- 2020 QK66
- 2020 QL66
- 2020 QM66
- 2020 QN66
- 2020 QP66
- 2020 QR66
- 2020 QS66
- 2020 QT66
- 2020 QU66
- 2020 QV66
- 2020 QX66
- 2020 QY66
- 2020 QZ66
- 2020 QA67
- 2020 QB67
- 2020 QC67
- 2020 QD67
- 2020 QE67
- 2020 QF67
- 2020 QH67
- 2020 QJ67
- 2020 QL67
- 2020 QM67
- 2020 QO67
- 2020 QP67
- 2020 QQ67
- 2020 QR67
- 2020 QS67
- 2020 QT67
- 2020 QV67
- 2020 QX67
- 2020 QY67
- 2020 QZ67
- 2020 QA68
- 2020 QB68
- 2020 QC68
- 2020 QD68
- 2020 QE68
- 2020 QF68
- 2020 QG68
- 2020 QH68
- 2020 QJ68
- 2020 QK68
- 2020 QL68
- 2020 QM68
- 2020 QN68
- 2020 QO68
- 2020 QP68
- 2020 QQ68
- 2020 QR68
- 2020 QS68
- 2020 QT68
- 2020 QU68
- 2020 QV68
- 2020 QW68
- 2020 QX68
- 2020 QY68
- 2020 QZ68
- 2020 QA69
- 2020 QB69
- 2020 QD69
- 2020 QE69
- 2020 QF69
- 2020 QG69
- 2020 QH69
- 2020 QJ69
- 2020 QK69
- 2020 QL69
- 2020 QM69
- 2020 QN69
- 2020 QO69
- 2020 QP69
- 2020 QQ69
- 2020 QR69
- 2020 QS69
- 2020 QT69
- 2020 QU69
- 2020 QV69
- 2020 QX69
- 2020 QY69
- 2020 QZ69
- 2020 QA70
- 2020 QB70
- 2020 QC70
- 2020 QE70
- 2020 QF70
- 2020 QG70
- 2020 QH70
- 2020 QL70
- 2020 QM70
- 2020 QN70
- 2020 QO70
- 2020 QP70
- 2020 QQ70
- 2020 QR70
- 2020 QS70
- 2020 QT70
- 2020 QU70
- 2020 QV70
- 2020 QW70
- 2020 QX70
- 2020 QY70
- 2020 QZ70
- 2020 QA71
- 2020 QB71
- 2020 QC71
- 2020 QD71
- 2020 QE71
- 2020 QF71
- 2020 QG71
- 2020 QH71
- 2020 QJ71
- 2020 QK71
- 2020 QL71
- 2020 QM71
- 2020 QN71
- 2020 QO71
- 2020 QP71
- 2020 QQ71
- 2020 QS71
- 2020 QT71
- 2020 QU71
- 2020 QV71
- 2020 QW71
- 2020 QX71
- 2020 QY71
- 2020 QZ71
- 2020 QA72
- 2020 QB72
- 2020 QC72
- 2020 QD72
- 2020 QE72
- 2020 QF72
- 2020 QG72
- 2020 QH72
- 2020 QJ72
- 2020 QK72
- 2020 QL72
- 2020 QM72
- 2020 QN72
- 2020 QO72
- 2020 QP72
- 2020 QR72
- 2020 QS72
- 2020 QT72
- 2020 QU72
- 2020 QW72
- 2020 QX72
- 2020 QY72
- 2020 QZ72
- 2020 QA73
- 2020 QB73
- 2020 QC73
- 2020 QD73
- 2020 QE73
- 2020 QF73
- 2020 QG73
- 2020 QH73
- 2020 QJ73
- 2020 QK73
- 2020 QL73
- 2020 QM73
- 2020 QO73
- 2020 QS73
- 2020 QT73
- 2020 QU73
- 2020 QV73
- 2020 QW73
- 2020 QY73
- 2020 QZ73
- 2020 QA74
- 2020 QB74
- 2020 QC74
- 2020 QE74
- 2020 QF74
- 2020 QG74
- 2020 QH74
- 2020 QJ74
- 2020 QK74
- 2020 QL74
- 2020 QM74
- 2020 QN74
- 2020 QO74
- 2020 QP74
- 2020 QQ74
- 2020 QR74
- 2020 QS74
- 2020 QT74
- 2020 QV74
- 2020 QW74
- 2020 QX74
- 2020 QY74
- 2020 QZ74
- 2020 QA75
- 2020 QB75
- 2020 QD75
- 2020 QE75
- 2020 QF75
- 2020 QG75
- 2020 QH75
- 2020 QJ75
- 2020 QK75
- 2020 QM75
- 2020 QN75
- 2020 QO75
- 2020 QP75
- 2020 QR75
- 2020 QS75
- 2020 QT75
- 2020 QU75
- 2020 QW75
- 2020 QY75
- 2020 QZ75
- 2020 QB76
- 2020 QC76
- 2020 QD76
- 2020 QE76
- 2020 QF76
- 2020 QG76
- 2020 QH76
- 2020 QJ76
- 2020 QK76
- 2020 QL76
- 2020 QM76
- 2020 QO76
- 2020 QP76
- 2020 QQ76
- 2020 QR76
- 2020 QS76
- 2020 QT76
- 2020 QU76
- 2020 QV76
- 2020 QW76
- 2020 QX76
- 2020 QY76
- 2020 QZ76
- 2020 QB77
- 2020 QD77
- 2020 QE77
- 2020 QF77
- 2020 QG77
- 2020 QH77
- 2020 QK77
- 2020 QL77
- 2020 QM77
- 2020 QN77
- 2020 QP77
- 2020 QQ77
- 2020 QR77
- 2020 QT77
- 2020 QU77
- 2020 QV77
- 2020 QW77
- 2020 QX77
- 2020 QY77
- 2020 QZ77
- 2020 QA78
- 2020 QB78
- 2020 QC78
- 2020 QD78
- 2020 QE78
- 2020 QF78
- 2020 QG78
- 2020 QH78
- 2020 QJ78
- 2020 QK78
- 2020 QL78
- 2020 QM78
- 2020 QO78
- 2020 QP78
- 2020 QQ78
- 2020 QR78
- 2020 QS78
- 2020 QT78
- 2020 QU78
- 2020 QV78
- 2020 QW78
- 2020 QX78
- 2020 QY78
- 2020 QZ78
- 2020 QA79
- 2020 QB79
- 2020 QD79
- 2020 QE79
- 2020 QF79
- 2020 QG79
- 2020 QH79
- 2020 QK79
- 2020 QL79
- 2020 QM79
- 2020 QN79
- 2020 QO79
- 2020 QQ79
- 2020 QR79
- 2020 QS79
- 2020 QT79
- 2020 QV79
- 2020 QW79
- 2020 QX79
- 2020 QY79
- 2020 QZ79
- 2020 QA80
- 2020 QB80
- 2020 QC80
- 2020 QD80
- 2020 QE80
- 2020 QF80
- 2020 QG80
- 2020 QH80
- 2020 QJ80
- 2020 QK80
- 2020 QL80
- 2020 QM80
- 2020 QN80
- 2020 QO80
- 2020 QQ80
- 2020 QR80
- 2020 QS80
- 2020 QT80
- 2020 QU80
- 2020 QV80
- 2020 QW80
- 2020 QX80
- 2020 QY80
- 2020 QZ80
- 2020 QA81
- 2020 QB81
- 2020 QC81
- 2020 QD81
- 2020 QE81
- 2020 QG81
- 2020 QH81
- 2020 QJ81
- 2020 QK81
- 2020 QL81
- 2020 QM81
- 2020 QN81
- 2020 QO81
- 2020 QP81
- 2020 QQ81
- 2020 QR81
- 2020 QS81
- 2020 QT81
- 2020 QU81
- 2020 QV81
- 2020 QW81
- 2020 QX81
- 2020 QY81
- 2020 QZ81
- 2020 QB82
- 2020 QC82
- 2020 QD82
- 2020 QE82
- 2020 QF82
- 2020 QG82
- 2020 QH82
- 2020 QJ82
- 2020 QL82
- 2020 QM82
- 2020 QN82
- 2020 QO82
- 2020 QP82
- 2020 QQ82
- 2020 QR82
- 2020 QS82
- 2020 QT82
- 2020 QV82
- 2020 QW82
- 2020 QX82
- 2020 QY82
- 2020 QZ82
- 2020 QA83
- 2020 QB83
- 2020 QC83
- 2020 QD83
- 2020 QE83
- 2020 QF83
- 2020 QG83
- 2020 QH83
- 2020 QK83
- 2020 QM83
- 2020 QO83
- 2020 QP83
- 2020 QQ83
- 2020 QR83
- 2020 QS83
- 2020 QT83
- 2020 QU83
- 2020 QW83
- 2020 QY83
- 2020 QZ83
- 2020 QB84
- 2020 QC84
- 2020 QD84
- 2020 QH84
- 2020 QJ84
- 2020 QK84
- 2020 QL84
- 2020 QM84
- 2020 QQ84
- 2020 QR84
- 2020 QS84
- 2020 QU84
- 2020 QV84
- 2020 QW84
- 2020 QZ84
- 2020 QA85
- 2020 QB85
- 2020 QC85
- 2020 QE85
- 2020 QF85
- 2020 QG85
- 2020 QH85
- 2020 QK85
- 2020 QM85
- 2020 QN85
- 2020 QP85
- 2020 QQ85
- 2020 QR85
- 2020 QS85
- 2020 QT85
- 2020 QU85
- 2020 QV85
- 2020 QW85
- 2020 QX85
- 2020 QY85
- 2020 QZ85
- 2020 QC86
- 2020 QD86
- 2020 QE86
- 2020 QF86
- 2020 QG86
- 2020 QH86
- 2020 QJ86
- 2020 QK86
- 2020 QL86
- 2020 QM86
- 2020 QN86
- 2020 QO86
- 2020 QP86
- 2020 QQ86
- 2020 QR86
- 2020 QS86
- 2020 QT86
- 2020 QU86
- 2020 QV86
- 2020 QW86
- 2020 QX86
- 2020 QY86
- 2020 QZ86
- 2020 QB87
- 2020 QC87
- 2020 QD87
- 2020 QE87
- 2020 QF87
- 2020 QG87
- 2020 QH87
- 2020 QJ87
- 2020 QK87
- 2020 QL87
- 2020 QM87
- 2020 QN87
- 2020 QO87
- 2020 QP87
- 2020 QQ87
- 2020 QR87
- 2020 QS87
- 2020 QT87
- 2020 QU87
- 2020 QV87
- 2020 QW87
- 2020 QX87
- 2020 QY87
- 2020 QZ87
- 2020 QA88
- 2020 QB88
- 2020 QD88
- 2020 QF88
- 2020 QG88
- 2020 QH88
- 2020 QJ88
- 2020 QL88
- 2020 QM88
- 2020 QN88
- 2020 QO88
- 2020 QQ88
- 2020 QR88
- 2020 QS88
- 2020 QT88
- 2020 QU88
- 2020 QV88
- 2020 QY88
- 2020 QZ88
- 2020 QA89
- 2020 QB89
- 2020 QC89
- 2020 QD89
- 2020 QE89
- 2020 QF89
- 2020 QG89
- 2020 QH89
- 2020 QJ89
- 2020 QK89
- 2020 QL89
- 2020 QM89
- 2020 QN89
- 2020 QO89
- 2020 QP89
- 2020 QS89
- 2020 QT89
- 2020 QV89
- 2020 QW89
- 2020 QX89
- 2020 QY89
- 2020 QZ89
- 2020 QA90
- 2020 QB90
- 2020 QC90
- 2020 QD90
- 2020 QE90
- 2020 QF90
- 2020 QG90
- 2020 QH90
- 2020 QJ90
- 2020 QK90
- 2020 QL90
- 2020 QM90
- 2020 QN90
- 2020 QO90
- 2020 QP90
- 2020 QQ90
- 2020 QR90
- 2020 QS90
- 2020 QT90
- 2020 QU90
- 2020 QV90
- 2020 QW90
- 2020 QX90
- 2020 QY90
- 2020 QZ90
- 2020 QA91
- 2020 QB91
- 2020 QC91
- 2020 QD91
- 2020 QE91
- 2020 QF91
- 2020 QG91
- 2020 QH91
- 2020 QJ91
- 2020 QK91
- 2020 QL91
- 2020 QM91
- 2020 QN91
- 2020 QO91
- 2020 QP91
- 2020 QQ91
- 2020 QR91
- 2020 QS91
- 2020 QT91
- 2020 QU91
- 2020 QV91
- 2020 QW91
- 2020 QX91
- 2020 QY91
- 2020 QZ91
- 2020 QA92
- 2020 QB92
- 2020 QC92
- 2020 QE92
- 2020 QF92
- 2020 QG92
- 2020 QH92
- 2020 QJ92
- 2020 QK92
- 2020 QL92
- 2020 QM92
- 2020 QN92
- 2020 QO92
- 2020 QP92
- 2020 QQ92
- 2020 QR92
- 2020 QS92
- 2020 QT92
- 2020 QU92
- 2020 QV92
- 2020 QW92
- 2020 QX92
- 2020 QY92
- 2020 QZ92
- 2020 QA93
- 2020 QB93
- 2020 QC93
- 2020 QD93
- 2020 QE93
- 2020 QF93
- 2020 QG93
- 2020 QH93
- 2020 QJ93
- 2020 QK93
- 2020 QL93
- 2020 QM93
- 2020 QN93
- 2020 QO93
- 2020 QQ93
- 2020 QS93
- 2020 QT93
- 2020 QU93
- 2020 QV93
- 2020 QW93
- 2020 QX93
- 2020 QY93
- 2020 QZ93
- 2020 QA94
- 2020 QB94
- 2020 QC94
- 2020 QD94
- 2020 QE94
- 2020 QF94
- 2020 QG94
- 2020 QH94
- 2020 QJ94
- 2020 QK94
- 2020 QM94
- 2020 QN94
- 2020 QO94
- 2020 QP94
- 2020 QQ94
- 2020 QR94
- 2020 QS94
- 2020 QT94
- 2020 QU94
- 2020 QV94
- 2020 QW94
- 2020 QX94
- 2020 QY94
- 2020 QZ94
- 2020 QA95
- 2020 QB95
- 2020 QC95
- 2020 QD95
- 2020 QE95
- 2020 QF95
- 2020 QG95
- 2020 QH95
- 2020 QJ95
- 2020 QK95
- 2020 QL95
- 2020 QM95
- 2020 QN95
- 2020 QO95
- 2020 QP95
- 2020 QQ95
- 2020 QR95
- 2020 QS95
- 2020 QT95
- 2020 QU95
- 2020 QV95
- 2020 QX95
- 2020 QY95
- 2020 QZ95
- 2020 QA96
- 2020 QB96
- 2020 QC96
- 2020 QD96
- 2020 QE96
- 2020 QF96
- 2020 QG96
- 2020 QH96
- 2020 QJ96
- 2020 QK96
- 2020 QL96
- 2020 QM96
- 2020 QN96
- 2020 QO96
- 2020 QP96
- 2020 QR96
- 2020 QS96
- 2020 QT96
- 2020 QU96
- 2020 QV96
- 2020 QW96
- 2020 QX96
- 2020 QY96
- 2020 QA97
- 2020 QB97
- 2020 QC97
- 2020 QD97
- 2020 QE97
- 2020 QF97
- 2020 QG97
- 2020 QH97
- 2020 QJ97
- 2020 QK97
- 2020 QL97
- 2020 QM97
- 2020 QN97
- 2020 QO97
- 2020 QP97
- 2020 QQ97
- 2020 QR97
- 2020 QS97
- 2020 QT97
- 2020 QU97
- 2020 QV97
- 2020 QW97
- 2020 QX97
- 2020 QY97
- 2020 QZ97
- 2020 QA98
- 2020 QB98
- 2020 QC98
- 2020 QD98
- 2020 QE98
- 2020 QF98
- 2020 QG98
- 2020 QH98
- 2020 QJ98
- 2020 QK98
- 2020 QL98
- 2020 QM98
- 2020 QN98
- 2020 QO98
- 2020 QP98
- 2020 QQ98
- 2020 QR98
- 2020 QS98
- 2020 QT98
- 2020 QU98
- 2020 QV98
- 2020 QW98
- 2020 QX98
- 2020 QY98
- 2020 QZ98
- 2020 QA99
- 2020 QB99
- 2020 QC99
- 2020 QD99
- 2020 QE99
- 2020 QF99
- 2020 QG99
- 2020 QH99
- 2020 QJ99
- 2020 QK99
- 2020 QL99
- 2020 QM99
- 2020 QN99
- 2020 QO99
- 2020 QP99
- 2020 QQ99
- 2020 QR99
- 2020 QS99
- 2020 QT99
- 2020 QU99
- 2020 QV99
- 2020 QW99
- 2020 QX99
- 2020 QY99
- 2020 QZ99
- 2020 QA100
- 2020 QB100
- 2020 QC100
- 2020 QD100
- 2020 QE100
- 2020 QF100
- 2020 QG100
- 2020 QH100
- 2020 QJ100
- 2020 QK100
- 2020 QL100
- 2020 QM100
- 2020 QN100
- 2020 QO100
- 2020 QP100
- 2020 QQ100
- 2020 QR100
- 2020 QS100
- 2020 QT100
- 2020 QU100
- 2020 QV100
- 2020 QW100
- 2020 QX100
- 2020 QY100
- 2020 QZ100
- 2020 QA101
- 2020 QB101
- 2020 QC101
- 2020 QD101
- 2020 QE101
- 2020 QF101
- 2020 QG101
- 2020 QH101
- 2020 QJ101
- 2020 QK101
- 2020 QL101
- 2020 QM101
- 2020 QN101
- 2020 QO101
- 2020 QP101
- 2020 QQ101
- 2020 QR101
- 2020 QS101
- 2020 QT101
- 2020 QU101
- 2020 QV101
- 2020 QW101
- 2020 QX101
- 2020 QY101
- 2020 QZ101
- 2020 QA102
- 2020 QB102
- 2020 QC102
- 2020 QD102
- 2020 QE102
- 2020 QF102
- 2020 QG102
- 2020 QH102
- 2020 QJ102
- 2020 QK102
- 2020 QL102
- 2020 QM102
- 2020 QN102
- 2020 QO102
- 2020 QP102
- 2020 QQ102
- 2020 QR102
- 2020 QS102
- 2020 QT102
- 2020 QU102
- 2020 QV102
- 2020 QW102
- 2020 QX102
- 2020 QY102
- 2020 QZ102
- 2020 QA103
- 2020 QB103
- 2020 QC103
- 2020 QD103
- 2020 QE103
- 2020 QF103
- 2020 QG103
- 2020 QH103
- 2020 QJ103
- 2020 QK103
- 2020 QL103
- 2020 QM103
- 2020 QN103
- 2020 QO103
- 2020 QP103
- 2020 QQ103
- 2020 QR103
- 2020 QS103
- 2020 QT103
- 2020 QU103
- 2020 QV103
- 2020 QW103
- 2020 QX103
- 2020 QY103
- 2020 QZ103
- 2020 QA104
- 2020 QB104
- 2020 QC104
- 2020 QD104
- 2020 QE104
- 2020 QF104
- 2020 QG104
- 2020 QH104
- 2020 QJ104
- 2020 QK104
- 2020 QL104
- 2020 QM104
- 2020 QN104
- 2020 QO104
- 2020 QP104
- 2020 QQ104
- 2020 QR104
- 2020 QS104
- 2020 QT104
- 2020 QU104
- 2020 QV104
- 2020 QW104
- 2020 QX104
- 2020 QY104
- 2020 QZ104
- 2020 QA105
- 2020 QB105
- 2020 QC105
- 2020 QD105
- 2020 QE105
- 2020 QF105
- 2020 QG105
- 2020 QH105
- 2020 QJ105
- 2020 QK105
- 2020 QL105
- 2020 QM105
- 2020 QN105
- 2020 QO105
- 2020 QP105
- 2020 QQ105
- 2020 QR105
- 2020 QS105
- 2020 QT105
- 2020 QU105
- 2020 QV105
- 2020 QW105
- 2020 QX105
- 2020 QY105
- 2020 QZ105
- 2020 QA106
- 2020 QB106
- 2020 QC106
- 2020 QD106
- 2020 QE106
- 2020 QF106
- 2020 QG106
- 2020 QH106
- 2020 QJ106
- 2020 QK106
- 2020 QL106
- 2020 QM106
- 2020 QN106
- 2020 QO106
- 2020 QP106
- 2020 QQ106
- 2020 QR106
- 2020 QT106
- 2020 QU106
- 2020 QV106
- 2020 QW106
- 2020 QX106
- 2020 QY106
- 2020 QZ106
- 2020 QA107
- 2020 QB107
- 2020 QC107
- 2020 QD107
- 2020 QE107
- 2020 QF107
- 2020 QG107
- 2020 QH107
- 2020 QJ107
- 2020 QK107
- 2020 QL107
- 2020 QM107
- 2020 QN107
- 2020 QO107
- 2020 QP107
- 2020 QQ107
- 2020 QR107
- 2020 QS107
- 2020 QT107
- 2020 QU107
- 2020 QV107
- 2020 QW107
- 2020 QX107
- 2020 QY107
- 2020 QZ107
- 2020 QA108
- 2020 QB108
- 2020 QC108
- 2020 QD108
- 2020 QG108
- 2020 QH108
- 2020 QJ108
- 2020 QK108
- 2020 QL108
- 2020 QM108
- 2020 QN108
- 2020 QO108
- 2020 QQ108
- 2020 QR108
- 2020 QS108
- 2020 QT108
- 2020 QU108
- 2020 QV108
- 2020 QW108
- 2020 QX108
- 2020 QY108
- 2020 QZ108
- 2020 QA109
- 2020 QB109
- 2020 QC109
- 2020 QD109
- 2020 QE109
- 2020 QF109
- 2020 QG109
- 2020 QH109
- 2020 QJ109
- 2020 QK109
- 2020 QL109
- 2020 QM109
- 2020 QN109
- 2020 QO109
- 2020 QP109
- 2020 QQ109
- 2020 QR109
- 2020 QS109
- 2020 QT109
- 2020 QU109
- 2020 QV109
- 2020 QW109
- 2020 QX109
- 2020 QY109
- 2020 QZ109
- 2020 QA110
- 2020 QB110
- 2020 QC110
- 2020 QE110
- 2020 QF110
- 2020 QG110
- 2020 QH110
- 2020 QJ110
- 2020 QK110
- 2020 QL110
- 2020 QM110
- 2020 QN110
- 2020 QO110
- 2020 QP110
- 2020 QQ110
- 2020 QR110
- 2020 QS110
- 2020 QT110
- 2020 QU110
- 2020 QV110
- 2020 QW110
- 2020 QX110
- 2020 QY110
- 2020 QZ110
- 2020 QA111
- 2020 QB111
- 2020 QC111
- 2020 QE111
- 2020 QF111
- 2020 QG111
- 2020 QH111
- 2020 QJ111
- 2020 QK111
- 2020 QL111
- 2020 QM111
- 2020 QN111
- 2020 QO111
- 2020 QP111
- 2020 QQ111
- 2020 QR111
- 2020 QS111
- 2020 QT111
- 2020 QU111
- 2020 QV111
- 2020 QW111
- 2020 QX111
- 2020 QY111
- 2020 QZ111
- 2020 QA112
- 2020 QB112
- 2020 QC112
- 2020 QD112
- 2020 QE112
- 2020 QF112
- 2020 QG112
- 2020 QH112
- 2020 QJ112
- 2020 QK112
- 2020 QL112
- 2020 QM112
- 2020 QN112
- 2020 QO112
- 2020 QP112
- 2020 QQ112
- 2020 QR112
- 2020 QS112
- 2020 QT112
- 2020 QU112
- 2020 QV112
- 2020 QW112
- 2020 QX112
- 2020 QY112
- 2020 QZ112
- 2020 QA113
- 2020 QB113
- 2020 QC113
- 2020 QD113
- 2020 QE113
- 2020 QF113
- 2020 QG113
- 2020 QH113
- 2020 QJ113
- 2020 QK113
- 2020 QL113
- 2020 QM113
- 2020 QN113
- 2020 QO113
- 2020 QP113
- 2020 QQ113
- 2020 QR113
- 2020 QS113
- 2020 QT113
- 2020 QU113
- 2020 QV113
- 2020 QW113
- 2020 QX113
- 2020 QY113
- 2020 QZ113
- 2020 QA114
- 2020 QB114
- 2020 QC114
- 2020 QD114
- 2020 QE114
- 2020 QF114
- 2020 QG114
- 2020 QH114
- 2020 QJ114
- 2020 QK114
- 2020 QL114
- 2020 QM114
- 2020 QN114
- 2020 QO114
- 2020 QP114
- 2020 QQ114
- 2020 QR114
- 2020 QS114
- 2020 QT114
- 2020 QU114
- 2020 QV114
- 2020 QW114
- 2020 QX114
- 2020 QY114
- 2020 QZ114
- 2020 QA115
- 2020 QB115
- 2020 QC115
- 2020 QD115
- 2020 QE115
- 2020 QF115
- 2020 QG115
- 2020 QH115
- 2020 QJ115
- 2020 QK115
- 2020 QL115
- 2020 QM115
- 2020 QN115
- 2020 QO115
- 2020 QP115
- 2020 QQ115
- 2020 QR115
- 2020 QS115
- 2020 QT115
- 2020 QU115
- 2020 QV115
- 2020 QW115
- 2020 QX115
- 2020 QY115
- 2020 QZ115
- 2020 QA116
- 2020 QB116
- 2020 QC116
- 2020 QD116
- 2020 QE116
- 2020 QF116
- 2020 QG116
- 2020 QH116
- 2020 QJ116
- 2020 QK116
- 2020 QL116
- 2020 QM116
- 2020 QN116
- 2020 QO116
- 2020 QP116
- 2020 QQ116
- 2020 QR116
- 2020 QS116
- 2020 QT116
- 2020 QU116
- 2020 QW116
- 2020 QX116
- 2020 QY116
- 2020 QZ116
- 2020 QA117
- 2020 QB117
- 2020 QC117
- 2020 QD117
- 2020 QE117
- 2020 QF117
- 2020 QG117
- 2020 QH117
- 2020 QJ117
- 2020 QK117
- 2020 QL117
- 2020 QM117
- 2020 QN117
- 2020 QP117
- 2020 QQ117
- 2020 QR117
- 2020 QS117
- 2020 QT117
- 2020 QU117
- 2020 QV117
- 2020 QW117
- 2020 QX117
- 2020 QY117
- 2020 QZ117
- 2020 QA118
- 2020 QB118
- 2020 QC118
- 2020 QD118
- 2020 QE118
- 2020 QF118
- 2020 QG118
- 2020 QH118
- 2020 QJ118
- 2020 QK118
- 2020 QL118
- 2020 QM118
- 2020 QN118
- 2020 QO118
- 2020 QP118
- 2020 QQ118
- 2020 QR118
- 2020 QS118
- 2020 QT118
- 2020 QU118
- 2020 QV118